# RAVEの登場人物
RAVEの登場人物（レイヴのとうじょうじんぶつ）では、真島ヒロの漫画作品およびアニメ作品『RAVE』に登場する架空の人物について説明する。

## 主要人物
ハル・グローリー
声 - 関智一、川澄綾子（幼少期）
生年月日：0050年7月7日、年齢：17歳、身長：168cm、体重：55kg、血液型：B型、出身地：ガラージュ島、属性：光。趣味は散歩、星を見る事。特技は運動全般、大工（昔はバイトをしていた）。悪い奴が嫌い。
本作の主人公。シンフォニア六世の父ゲイルとガラージュ島出身の母サクラの長男。幼い頃に父が行方不明、母も10年前に他界したため、姉（カトレア）と共にガラージュ島で育つ。今は亡きシンフォニア王族の末裔である。
正義感に溢れた熱血漢。熱くなりやすく考えが至らない事もあるが、情に脆く、罪を憎んで人を憎まずを地で行く性格の持ち主。親代わりとして自らを育ててくれた姉に対する思いは深く、シスコンの気も見られるほど。その言動も姉による影響が大きく「…って姉ちゃんが言ってた!!」が口癖となっている（ただし、中盤以降はあまり言わなくなる）。独特なセンスの持ち主でもあり、動物に奇抜な名前をよくつけるほか、ガラージュの伝統舞踊と称する奇怪な踊りを幾度か披露している。首に提げているシルバーアクセは、銀術師リゼの作品で父とお揃い。
16歳の時、プルーとシバとの出会いがきっかけで二代目レイヴマスターとなり、打倒DCのためガラージュを旅立つ。各地に散ったレイヴを収集する一方、キング、ドリュー、ハードナーなどと戦い、勝利した。最終決戦でルシアを撃破するも、エンドレス共々、エリーの魔導精霊力によって姿を消す。
戦いの後、消えた場所に墓が作られたが、1年後に墓参りに訪れたエリーたちの前で、星の記憶により復活。ガラージュ島に帰ってきた後、エリーと結婚した。
人気投票では、1211票で1位。当初の設定は錬金術師だった。
- レイヴ - 魔石ダークブリングに対抗するべく創られた聖石。レイヴの項目を参照。
- TCM（テン・コマンドメンツ） - レイヴを埋め込んだ、十個の姿に変わる大剣。テン・コマンドメンツの項目を参照。
- 新TCMレイヴェルト（しんテン・コマンドメンツレイヴェルト） - ハルにはTCMの最後の剣が使えないことを知ったムジカが、新たに作り上げたTCM。テン・コマンドメンツの項目を参照。
  - 爆煙（スクリーンボム） - エクスプロージョンで壁を爆発させて、爆煙を発生させて相手の目をくらます奇襲技。
  - 爆撃星（メテオラ） - 上空から落下し爆発の剣で攻撃。
  - 特攻爆弾（とっこうばくだん） - 敵に突っ込んでいって爆発の剣で攻撃。
  - 二重の大爆破（デュアルエクスプロージョン） - 爆・竜の連携技。二刀流でエクスプロージョンを放つ。
  - 爆撃乱舞（ばくげきらんぶ） - 特攻爆弾の強化版。
  - 爆龍の十二翼（ばくりゅうのつばさ）／シルファードライブ - 爆・速の連携技。高速の多重爆撃を放つ。双竜の剣が登場してからは、これと爆炎の剣との連携と誤認されかねないという理由により、技名が変更された。
  - ルーンフォース - 印・空の連携技。水などの非固形物を切り裂いた上でその空間を固定、ある程度の活動域を確保する。
  - ファイアサイド、アイスサイド - 双竜の剣の応用技。剣から火炎もしくは冷気の斬撃を飛ばす。

プルー
声 - ゆきじ（テレビ版） / 後藤沙緒里（OVA版）
身長：40cm、体重：2.6kg、属性：光。趣味は寝る事と食べる事。特技は怪我の治療。飴が好きで空腹が嫌い。
素性が一切不明の犬（リーシャ談）。リーシャに飼われていたが、大戦ではシバと共に「レイヴの使い」として戦う。大破壊の時にシバをかばって、レイヴとともに姿を消した。その後、グリフの島を経て、ガラージュ島でハルに釣上げられた。以後はハルと行動を共にする。
「プーン」と鳴き、常に小刻みに震えている。武器は円錐形の角（鼻）で、レイヴ以外では唯一DBを壊すことができる。他にも自身の振動で他者の出血を止めたりできる。闘争のレイヴでパワーアップする。お湯に入るとふやけるが、寝ると元に戻る。このように生態は不明で、人物によってはその見解も統一されていない。
人気投票では、886票で4位。
他作品でのプルーについては、当該項目を参照。

エリー / リーシャ・バレンタイン
声 - 川澄綾子
生年月日：0000年1月1日、年齢：17歳（実年齢67歳・自称および肉体年齢17歳）、身長：160cm、体重：45kg、血液型：O型（多分）、出身地：シンフォニア王国・エリー村、属性：光。趣味はプルーと遊ぶ事、買い物。特技はギャンブル。ハートクロイツとラブビリーヴァーが好きで、雷が嫌い（※ジークハルトに雷で攻撃されて以来のトラウマ）。
本作のヒロイン。魔導精霊力（エーテリオン）を使える唯一の人物。ヒップホップタウンでハルと出会い、意気投合して旅の道連れとなった。明るく元気で気が強く、加えて天然ボケの入った言動でしばしば相対する者の調子を狂わせる、独特なムードの持ち主。ギャンブルが大好きで、運が強い。なぜか動物の類（犬、魚、鳥）を虫と呼ぶ。これらの出自と人柄故か、ハルは万が一自分が死んだ場合、エリーを3代目レイヴマスターとして任命するつもりでいた。
その正体は50年前にレイヴを生み出した「リーシャ・バレンタイン」。生まれつき使えた魔法が魔導精霊力と確認され、ホーリーブリングを精製するために城に入る。ホーリーブリング精製後、50年後に出現するエンドレスを倒すべく、国王マラキアに連れられて各地を巡り、その後ソング大陸にある魔導精霊力研究所の地下で自らの時間を止め、眠りについた。その墓地はシンフォニア大陸にあり、ジークの亡骸が結界魔法で守り続けていた。
50年後に目覚めたが、魔導精霊力の影響で記憶を失い、エリーと名乗る。旅を続ける内に徐々に記憶を取り戻し、ハルとジークハルトと共に過去のシンフォニアに行った際、魔導精霊力の制御力と共に記憶を取り戻す。
最終決戦においてエンドレスを倒すために魔導精霊力を開放し、再び記憶を失うが、1年後、ハルが復活した際に記憶を取り戻す。ハルとプルーと共にガラージュ島に足を運んだ後、ハルと結婚した。
RAVEの名の由来はリーシャ・バレンタインの姓と名の始めと終わりの文字を取ったもの。外見上は16歳のままだが、実年齢はハルたち旅の仲間の中では最年長となる。
人気投票では、979票で3位。
原作では第6話からの登場だったが、アニメ版では第1話から登場している。
- ガンズトンファー（M-644） - トンファー型の銃。
  - エリーストライク - ガンズトンファーの銃口を逆側に向け、発砲の勢いでトンファーを叩き付ける技。

- 時空の杖 - 魔導精霊力を最大限開放する杖。反乱軍・ユーマの家の地下に封印されていた。エリーが魔法を使うきっかけとなる。
  - ガンズ・マジック - ガンズトンファーのイメージを流用した魔法。時空の杖から魔法弾を連射する。
  - 魔法弾 - 魔導精霊力を使うための魔法力を温存するために作られた、特製の弾丸。ガンズトンファーから発射される。

ハムリオ・ムジカ
声 - 森久保祥太郎、天野絵里香（幼少期）
盗賊団「銀の律動（シルバリズム）」の頭領。
生年月日：0048年5月20日、年齢：19歳、身長：174cm、体重：61kg、血液型：O型、出身地：ソング大陸・パンクストリート（育ちはブルースシティ）、属性：雷。趣味はシルバーアクセを作る事。特技は女を口説く事、盗み。女とゲーセンが好きで、女を虐める奴が嫌い。
鍛冶屋ガレインの孫。フルネームが判明する以前にムジカという呼称が定着してしまった為、ガレイン以外は彼を名前で呼ばない。左額に3連につけた銀の丸ピアスと、胸に下げた銀のドクロのシルバーアクセが特徴的。端整な面差しと気障ったらしな言動を武器に、行く先々で女性を引っかける事を趣味としている。髪型は初登場時はセミロングだったが、再登場時は短髪に変更。喫煙者だが、アニメ版ではカットされた。
パンクストリートで家族と共に暮らしていたが、ランスにより一家は祖父を除いて皆殺しにされ、瀕死の所を銀術師リゼに拾われる。その後、ブルースシティにてリゼの弟子として銀術師として成長した。リゼの死後、盗賊団銀の律動（シルバリズム）の頭となり、リゼの遺言に従い、銀術で造られた戦艦シルバーレイを探す。
パンクストリートでハルと出会い、当初は反目するもの後に意気投合。家族の仇であるランスの討伐に一役買い、祖父との再会を果たした。後にトレモロマウンテンでハルと再会し、正式に仲間に加わる。戦いの中でDCの幹部、レイナとは同じくシルバーレイを追う者同士としてある種のシンパシーを感じていたようで、最終的には「紲の銀」を発動させるまでに心を深く通い合わせた。そしてドリュー戦において、レイナと共にリゼの悲願（シルバーレイの破壊）を成し遂げるものの、そのために心を通わせたレイナを失ってしまった。最終決戦を前に、ハルの「テン・コマンドメンツ」に最終形態である第10の剣が存在しない事を知り、自らの魂を込めてTCM第10の剣「聖剣レイヴェルト」を完成させた。
人気投票では、523票で5位だった。
- 銀 - 自在に形状を変化させる事が可能な、ムジカの唯一の武器。普段はドクロ型のアクセサリーになっているが、戦闘時には銀槍コルセスカおよび銀槍グングニルといった白兵武器に変化させて戦う。他にも盾に変化させて防御に用いたり、ムチやカギといった小道具に変化させて活用する事も多い。
  - 紲の銀（きずなのぎん） - 二人の銀術師が心から互いを信頼した時にのみ使える、究極の銀術。繋ぎ合わせた手（もしくは銀を媒介にして繋いだ手）から衝撃波を打ち出す。物理を超越した攻撃力を持っており、ラストフィジックスによる防御を無効化し、オウガを一撃で消滅させたほか、シルバーレイの破壊にも使われた。

- 銀槍シルバーレイ - ムジカ・レイナの二人の銀と、銀の船シルバーレイが一体となった、「海をも砕く」銀槍。待機状態もドクロ型のアクセサリーに、レイナの所持していた銀の蛇が巻き付いたような形状になっている。強大な威力を持つが、使用者にも相応の消耗を強いる。またムジカとレイナの「紲の銀」の特性を引き継いでおり、引力・斥力支配のDBや、捻れのDBによる効力を一切受け付けない。
  - 破壊の銀（はかいのぎん） - 銀のムチで締めつけ、破壊する技。
  - 福音の銀（ゴスペリオンシルバー） - 銀槍で一閃する。
  - 貫きの銀（つらぬきのぎん） - 銀槍で突撃する。
  - 風車の銀（ふうしゃのぎん） - 槍を回転させて竜巻を起こし、周囲のものを吹き飛ばす。

グリフ / グリフォン 加藤（グリフォン かとう）
声 - 志賀克也
生年月日：0063年9月29日、年齢：3歳、身長：45cm、体重：2g、属性：水。趣味は覗き。特技は変身。マヨネーズが好きで、6時30分が嫌い。
ゼリーのような体に2本の腕と無数の脚が生えている謎の生物。産まれてから僅か3年しか経過していないが、地理を初めとした豊富な知識を持つ。敬語で喋る一方、かなりの女好き。プルーのことは「プルー様」と呼ぶほどに敬愛しており、プルーの言葉を解することが出来る。
体質に関しては、切られても二つに分裂するだけで（その時は名前も分裂させ、片方が「グリフォン加」で、もう片方が「藤」である）あり、しばらくすれば、元に戻る。途中から分裂することはなかったものの、実際には自分の意思で分裂したり合体したりといったことが可能らしい。また、寝る時には浮遊する。
タンチモの運転手として、エリーにタンチモと共に雇われ、その後はマッパーとして行動を共にした。
元はある島（アニメではグリフォンカ島）の暴走生物族総長だったが、プルーに命を救われたことで足を洗い、プルーを敬愛するようになった。

タンチモ
声 - 田中総一郎
馬らしき生物。
生年月日：0062年4月15日、年齢：5歳、身長：198cm、体重：325kg、出身地：どっかの牧場。特技は走る事。人参が好きで、自分より速い馬が嫌い。
グリフと共に馬車を引く馬として、エリーに雇われた。何度か一行とはぐれたり、死んだりしている。「ワァーォー」と鳴き、頭が高速で動いている。手に持っているカードを持ち替えると、自動運転になったり戦闘体制になったりする。なぜか非常食格納庫（プルーが入れる大きさ）が付いている。

ジャヴァ・レット・ダハーカ
声 - 室園丈裕
生年月日：0044年12月4日、年齢：22歳、身長：177cm、体重：80kg、出身地：魔界・ブレイア村、属性：火。特技は動物学。趣味は修行。戦いと強者が好きで、平和が嫌い（改心前）。
竜人の王の末裔。言葉遣いが古臭く、一人称は「ワシ」。あくまで己自身の肉体と力で戦う事を好む武人肌の人物で、DBは邪道として嫌う。魔界のブレイア村で育ち、同郷のジュリアとは恋仲。しかしジュリアとの仲に嫉妬したジェガンに村を滅ぼされ、ジュリアも奪われた。額の傷はその時にジェガンにつけられたもの。半竜化後、ジェガンとの再戦のため、王宮守五神となる。
王宮守五神としてハルと戦い敗れた後、弱点を探す名目で仲間となる。やがてジェガンや竜化したジュリアと再会し、一度は敗れるも、二度目の対戦でジェガンを破り、ジュリアを竜人の姿に戻す事に成功した。リベイラでハル達と合流し、以後は最後まで行動を共にした。最終決戦では戦王ウタを相手に竜王と化し力尽きるが、星の記憶によって九死に一生を得る。戦後は自らの力を高めるため、単身旅路に出ている。
仲間になった当初は忍者のごとく壁から現れることが良くあり、またハルがかつてプルーに名付けた「しゃぶ太郎」という名前を気に入り、プルーの呼び名として使うなど、口調なども含めて、どこか変わった感性の持ち主である事を窺わせる。
名前の由来はマレットのもじり。
人気投票では、375票で6位だった。
- 竜人技
  - 炎竜旱天（えんりゅうかんてん） - 口から鉄をも溶かす炎を吐く。
  - 地竜黄塵（ちりゅうこうじん） - 敵を思い切り踏みつける。地面にクレーターをつくるほどの威力をもっている。
  - 鋼竜寸鉄（こうりゅうすんてつ） - 鉄を切り裂く爪で攻撃。
  - 魔竜夢幻（まりゅうむげん） - 催眠と幻術の竜人技。戦闘中以外でも幻を見せることができる。
  - 魔竜匪石（まりゅういしにあらず） - 動きを封じるツボをうつ竜人技。人間相手にはなかなか決まらない。
  - 天竜虎博（てんりゅうこはく） - 奥義。気をまとった拳の一撃。
  - 黒竜三絶（こくりゅうさんぜつ） - 奥義。黒い気をまとった腕で、敵を三つに切り裂く。
  - 神竜一声（しんりゅういっせい） - 最終奥義。指を胸に刺し神竜の力をえて、身体能力など桁違いにパワーアップさせるが、その代償として自分の肉体が崩れて行き、最終的には死に至る。

ジュリア・ライン・ドラグーン
声 - 滑川恭子（OVA版）
生年月日：0045年4月22日、年齢：22歳、身長：162cm、体重：51kg、出身地：魔界・ブレイア村。趣味はダンス。特技はケンカ。レットと自然が好きで、退屈が嫌い。
レットの幼馴染であり恋人。2人の仲を妬んだジェガンによりレットが死ぬ幻影を見せられ、以後催眠術によってジェガンに隷属させられた。解竜の儀を社で行えなかったために失敗し、知性なき竜と化していた。二度目のレットとジェガンの対戦で、エリクシル改によって竜人に戻り、瀕死であったレットをエリクシル改の口移しで救う。
リベイラでハル達の仲間となり、以後、最終決戦まで同行した。性格は男勝りの姉御肌で、レットを尻に敷いている。酒豪。
戦後はルビーの経営するカジノでバニーガールとしてバイトしている。『プルーの犬日記』にも登場している。
レットと同じく武器は使わず、投げ技や関節技などの体術で戦うほか、火の息などの竜人ならではの技も使用する。
なお、初期とリベイラ篇以降では容姿が大きく異なる。
人気投票では、156票で9位だった。
- 竜人技
  - 炎竜旱天（えんりゅうかんてん） - レット直伝。口から鉄をも溶かす炎を吐く。
  - ジュリア・ラナ - 両脚で首を絞め、地面に叩きつける技。

ルビー
声 - ゆきじ（テレビ版） / 井澤詩織（OVA版）
生年月日：0057年4月1日、年齢：10歳、身長：75cm、体重：30kg、属性：風。趣味は珍（レア）物集め。特技はお宝鑑定。珍しいもの全て（最近はプルー）が好きで、ドリュー幽撃団が嫌い。
空中カジノ「エーデルレイク」のオーナー。先代オーナー（パール）の子。ペンギン型の亜人。パールがドリューに謀殺された後、カジノを継ぐが、ドリューに騙されて資金援助をしていた。
ハル達がエーデルレイクに来た時に、ドリューに騙されていた事を知り仲間になる。膨大な資産を持っていたが、リリスに騙されて破産する。戦後は再び0からカジノを作って経営する。口癖は「…ポヨ」。ドリューと対面した際恐怖のあまり失禁した。宝物の収集家でもある。魔法の才能があるらしく、偶然にも彼の愛剣を受け継いでいた縁もあってダルメシアンに師事した。少々ドジだが、勇気がある（物語終盤では自分より小さな敵にすら怯えていた）。『プルーの犬日記』にゲスト出演した。
唯一、ハルから三代目レイヴマスターの名前を託された。人気投票では14位。
- ベル・ホーリー - 風属性の魔法剣。床や天井などの障害物を越えて、真上、真下に瞬間移動できる。普段は鑑定用の鐘。以前は蒼天四戦士のダルメシアンが使っていた。
  - エールアップ - ベル・ホーリーにより、自分の真上に移動する。
  - エールダウン - ベル・ホーリーにより、自分の真下に移動する。
  - エアボール - ベル・ホーリーから魔法弾を発射する。
  - 魔法反射（マジックリフレクション） - 相手の魔法を跳ね返す。跳ね返せない魔法もある。
  - 昇り行く大竜巻（ライジング・ストーム） - GBA版ゲームオリジナル技。回転し竜巻をまとう。

ジークハルト・シーザー
声 - 菊池正美
27歳没、身長：181cm、体重：63kg、血液型：AB型、属性：無。趣味は時計ながめ。特技は魔法。時間が好きで、ルーンセイブが嫌い。
大魔導・エレメントマスターの二つ名を持つ魔法使い。通称「ジーク」。青い長髪に青い目の美形。右の瞼から頬にかけて命紋（フェイト）を入れている。自然を扱うエレメントの魔法や無属性の宇宙魔法を得意とするほか、魔法による補助を加えた体術・剣術の心得もある。帝国皇帝の落胤で、時の民としてミルディアンで育った。時の障害となる魔導精霊力を持つエリーを殺害するためにソング大陸へ旅立つ。また同じく時を歪ます存在であるキングを殺害するためにDCとなり、六祈将軍（オラシオンセイス）と同格の扱いとなる。目覚めた直後のエリーの殺害を計るが、後に生きていることを知って再襲撃、ハルに敗れた事で固定観念を打ち砕かれ、姿を消した。
かつては「時を守る」という強い使命感に常に駆られており、そのためならば手段も選ばない冷血漢だったが、ハルとの戦いによって考えを改め、態度も軟化したほか、戦いに於いてもなるべく血の流れない手段をとるようになっていく。シンフォニアでハル達と再会した際は、考えを改めた事を告白し助力を約束。ハル一行とは別行動を取り、間接的な手助けに徹する。やがて故郷の助力を求めてミルディアンに帰還するも、同胞である時の民との対立を強いられ、戸惑いつつも彼らとの戦いに臨む。そして時の民の一人でもある六祈将軍の重鎮ハジャを、7日間にも及ぶ長期戦の末に撃破。その際に魔導士としてハジャを超えたことで、ミルツからは世界最強の魔導士と目される事となった。
ハルやエリーと一緒に過去に飛ばされた際に全ての真実を知り、二人を現代に戻すために単身過去に残る。その後、エリーが置き忘れた首飾りをリーシャに頼んで返してもらい、リーシャの墓を守るために結界魔法を展開。その身が朽ち果てても守り続ける傍ら、未来での最終決戦に備え、DCと戦う戦士たちに集結のための手紙を送った。
ハルとエリーは現代に戻った直後、墓の前にいた亡骸の骸骨がジークであったことを知る。その遺骨はシャクマにバラバラにされてしまうが、ジークの遺志を継いだ戦士たちの手でリーシャの墓に埋葬された。
エリーには密かに好意を抱いていたが、想いを告げる事はなかった。
『FAIRY TAIL』には「ジェラール・フェルナンデス」など、彼と同じ姿をしたキャラクターが数名登場するが、名前と外見が似ているだけで別人である。
名前の由来はジークフリートのもじり。
人気投票では、986票（2位）。
- エレメント - あらゆる自然の力を操る魔法。エリーのトラウマを追わせた雷の魔法や、再襲撃した際に使用した毒の魔法、炎や風など、その用途は多岐に渡る。宇宙魔法もエレメント魔法の一つで、そのほとんどが大規模かつ強力な効果を持つ。
- 吸収の魔法剣（テイクオーバー） - 斬った相手の魔力を吸収する魔法剣。魔力だけでなく体力も回復する。
- 圧縮（コンプレス）
- 宇宙魔法
  - 暗黒の楽園（アルテアリス） - 暗く冷たい空間に相手を閉じ込め、自分のために大切な人々が次々に死んでいく幻を見せる事で、精神を崩壊させる魔法。
  - 七星剣（グラン・シャリオ） - 天から七つの巨大な光の玉が降り注ぐ宇宙魔法。

ボニー
生年月日：0025年3月3日、年齢：47歳、身長：12cm、体重：310g、出身地：ミルデスタ。趣味は身のまわりの世話。特技は泳ぐこと。海と人魚が好きで、レイゼンビーとプルー（食べるから）が嫌い。
人語を話す人面ヒトデ。人魚の国ミルデスタで生まれ育つ。ハルの誕生日プレゼントとして、エリーから送られた。シーフェアリー号の航行を司る。海の地理に詳しく、その知識はグリフを戦慄させた。よくレイゼンビーやプルーに食べられ吐かれる。戦後はルビーのカジノでルビーの助手をしているようである。その関係で『プルーの犬日記』でもルビーのカジノに登場した。名前の由来は『俺たちに明日はない』のボニーパーカー。

シュダ
声 - 関俊彦
生年月日：0037年8月19日、年齢：30歳、身長：180cm、体重：70kg、血液型：A型、属性：火。趣味は戦。特技は火遊び。空が好きで、ゲイル・グローリーが嫌い。
元は大陸一の賞金稼ぎ。高額賞金首のゲイルを追っていたが、悉く相手にされなかったため、DCに加入してゲイルを挑発するも、これに激昂したゲイルによって返り討ちにされ、彼への執着心を強めた。結果、特別部隊を率いる六祈将軍にまで上り詰めた。六祈将軍となった後にシバ抹殺の命を受けガラージュを襲撃した際にハルに出会い、彼がゲイルの息子である事を知ってハルを挑発。後にソング大陸で死闘を繰り広げ、決死の覚悟を決めたハルの猛攻の前に敗北する。その末にハルに情けをかけられそうになるも、ハルに捕まれた右腕を自ら切断し高所から地上へと落下した。しかし落下先の木々がクッションとなり右腕と左目を失いつつも（顔の傷や失明は木の枝によるものと思われる）、死には至らず生き延びてしまい、その後ゲイルの元へと赴き、ハルの近況などを知らせた。この際に神剣「天空桜」を譲り受け、家族を守って欲しいと哀願され、これがシュダの新たな生きる目的となった。その後はゲイルの死を知らせるためにガラージュを訪れていた。この際カトレアと懇意になったほか、一度は敵対したシバの信用も取り付けたのか、テン・コマンドメンツに関する新たな情報も聞き出している。
ハルとの再会後、しばらくは彼らと一定の距離を置いていたが、リベイラでの舞踊大会以後はハル達と行動を共にする。最終決戦時はゲイルの願いに応えることを何よりも優先し、仲間のためならば自らの命をも捨てる覚悟を決めていたものの、それではゲイルを超えることができないとハルに諭された事で考えを改め、戦いを生き抜き、ゲイル、そしてハルを超えることを新たな目標とした。初期は粗暴な性格だったがアニメ版第1話ではジョーコが殺される瞬間目を閉じており、全く良心と無縁と言うほどでもなかった模様。アニメ版ではジンの塔の前で魔人兵たちと戦うムジカやエリーに加勢したが後にハル本人がシュダの生存を知ることはなかった。また、ゲイル死亡直前のハルとゲイルとの会話でもシュダにまつわる話はカットされている。
幼い頃は大陸一のバレエダンサーだったらしく、プルーやグリフ、レイゼンビーといった面々にダンスの稽古をつけた。また、盗賊であるムジカを凌ぐ盗みの才を発揮した。
人気投票では、360票で7位だった。
- 炎天下 - 斬った物の切り口から発火させることが出来る妖刀。下記の天空桜の鞘にもなっている。
- 天空桜 - ゲイルから譲り受けた神剣。
- DB・フルメタル - 鋼鉄のDB。フェーベルに譲る。
- DB・ヴァルツァーフレイム - 炎のDB。触れるだけで相手が死ぬまで踊り続ける炎を起こせる。水につけると消える。ハルに破壊される。
- 六星DB・バレッテーゼフレア（炎の舞） - 爆炎の六星DB。指定した空間に大小自在の爆弾を設置する。自分がその空間を認識しているほど威力が増す。後にパワーアップし、相手の動きを封じる能力が付き、威力もケタ違いに上がった（発動時にダメージが数値で表されるが、初期は最大12379表記だったものが強化後は6桁の数値を示している）。極小にまで小型にしたものを相手の体内の座標に設置し内側から攻撃するといった用途も可能。ミルディアンにて、ルシアに破壊される。

ベルニカ
生年月日：0048年7月8日、年齢：19歳、身長：159cm、体重：47kg、血液型：AB型、出身地：イーマ大陸南方・ソラフィーユ村。趣味は髪の毛いじり。特技は早脱ぎ。ハルと仲間が好きで、山道が嫌い。
魔導士の少女。魔導精霊力を人工的に生成する事を夢見る両親のもとに生まれ、両親の死後は医師ジェリーボーンに育てられる。両親の遺志を継いで修行を重ねたが、魔導精霊力を身に付けることは叶わず、代わりに超上級魔法「絶対回避魔法」を習得する。治癒の魔法も得意とするようで、ハルが腕を壊した際に治していた。
上品かつ丁寧な口調で話し、おっとりとしたお人好しで、性格は箱入りのお嬢様そのもので体力的にも貧弱。ハルが裸になった際はそれをしっかりと見ていた。
ブルーガーディアンズのルナールに請われ、世界の平和を取り戻すべく、ブルーガーディンアズに加わったが、ハードナーの真意を知って騙されていたことに気付き、ハルの仲間となる。
最終決戦時、ジェロへの自爆攻撃によって死に瀕したが、星の記憶の力により一命を取り留めた。
最終回ラストシーンでは、ムジカからアプローチをかけられている。
人気投票では、224票で8位。
『FAIRY TAIL×RAVE』では、ウェンディが買った「ベルニカ人形」として登場している。
- 絶対回避魔法 - 自分や味方に向けられる物理攻撃はそらし、魔法はかき消して無効化する超上級魔法。魔導精霊力実験の結果、偶然誕生した。

ニーベル
幻影魔導士。
年齢：推定10〜12歳。
変身・幻術系の魔法を得意とする魔導士の少年。時の都ミルディアンに住んでいるが、出身は別の地である。
幼い身ながら、ムジカに「未来の大魔導」と言わせており、ジークハルトにも目をかけられるなど、将来を嘱望された優秀な魔導士。彼自身もジークハルトを尊敬していた。時の民の凝り固まった思想に疑問を持ち、ジークハルトがエリー殺害を目論んだ時は、彼に諫言している。その後、ミルツに時の民の不条理を問いただすが、逆に反逆者となり街を追われる。ジークハルトが捕まった時には彼を助け、時の民がハルの味方となった後、個人的にハル一行に同行。ムジカのレイヴェルト作成にも立ち会う。
最終決戦時、ジェロ相手に禁断魔法「最後の齢」を使用し、その副作用で死亡したと思われたが、星の記憶によって命を救われ、姿も元に戻った。
グリフとは当初喧嘩をしていたが、戦後は仲良くなる。
人気投票では、103票で10位。
- 幻の霧（ミスト） - 濃い霧を発生させ、視界を閉ざす。
- 最期の齢（ラスト・エイジス） - 変身魔法の奥義。術者の時を消費して猛烈な速度で加齢・成長し、絶大な力を得る魔法。時を消費する（加齢する）ほどに得られる力は増していくが、これは不可逆的なものであり、最後には老衰し死に至る。これを使用した際のニーベルはミルツやジークの技も使用した。『FAIRY TAIL』にも同名の魔法が登場するが、効果は異なる。

## シンフォニア王国
50年前、レアグローブ国の世界征服を阻止せんと立ち上がった小国の人々。
マラキア・シンフォニア・グローリー五世
声 - 中博史
シンフォニア王国最後の王。シンフォニア王家の者は代々「風」に由来する名前をつけており、マラキア（Malacia）の名はロシア語で「無風」を意味し、カーム（Calm）は英語で「凪」を意味する。
ハルの祖父であり、ゲイルの父親。温厚な性格の名君。DBを使うレアグローブに対抗するためにリーシャの魔導精霊力に目をつけ、ホーリーブリング精製を行わせる。その後、予言者サガ・ペンドラゴンにより、50年後にエンドレスが世界を滅ぼす事実を知ると、「大戦を生き延び子孫を残す」命紋を刻み、世界を救うための計画を立てる。ホーリーブリングの完成と共にリーシャの死亡を偽装し、自身はカームという偽名を名乗り、リーシャを伴って国外へ脱出。リーシャを50年後の世界に送り出すため、眠りにつかせた。国外に脱出していたことで命紋通りに大破壊後も生き残り子供も成したが、レアグローブ王シャクマに見つかり、呪いによって病死した。死の直前、息子のゲイルをさらおうとしたエバーマリーに目を付け、彼にゲイルを託した。
シバ・ローゼス
声 - 西村知道、遠近孝一（青年期）
生年月日：9992年11月18日、74歳没、身長：155cm（若い頃：173cm）、体重：50kg（若い頃：61kg）、血液型：AB型、属性：光。趣味は読書、本を書く事。特技はどこでもすぐ泣ける。故郷が好きで、DBが嫌い。
初代レイヴマスター。ガラージュ島生まれ。涙もろく情に厚い性格で、故郷への愛着は人一倍強い。元々戦争には興味はなかったが、親友であるボトーンの妻、ユリが身籠もっていた事を知り、これから父親となるボトーンを戦争に向かわせる訳にはいかないと考え、彼の代わりにシンフォニアの志願兵となった。しかし剣士としての腕は確かながら、独断専行が茶飯事で上司への反発も激しく、周囲との溝を深めていたため、やがてガラージュ帰還を考えるようになる。そして帰還を決めた夜、リーシャと出会い、彼女の戦争のために自由を失っている事実に憤り直談半に向かうものの、蒼天四戦士によって剣士としての矜恃と自信を打ち砕かれてしまう。その後、再び出会ったリーシャに役目を放棄して逃げ出すことを勧めるも、リーシャはこれを固持。その翌日、リーシャ死亡の報せと、彼女がホーリーブリング＝レイヴを自分に託そうとしていた事を知り、世界のために戦う事を決意する。そして大戦を最後まで戦い抜くも、シンクレアの破壊に失敗、大破壊を起こした時にレイヴが各地に散ったため、50年間それらを探し続けていた。
ガラージュ島に帰島後、レイヴが次代の後継者としてハルを選んだため、彼に自分の後を継がせる。その後はカトレアの世話になっていたが、余命1年足らずと知った折にアルパインからの手紙を受けて、単身デルハリアへ向かった。リベイラで休んだ際ブランチと対面しており、ガラージュ島民をゴミ呼ばわりする彼に激怒し一喝する。アリスの薬によって最盛期に若返り、真実のレイヴをかけてハルと戦って敗れ、その結果薬の副作用で残った寿命も使い果たしてしまう。そして、最期の力を振り絞ってリーシャと瓜二つのエリーに歩み寄った際にエリーの正体がリーシャ本人であることに気づき、最期の望みとして彼女を抱きしめさせてもらい、彼女に言葉を託してそのまま抱き合った状態で息を引き取った。その後、その場でハル達の手により荼毘に付される。
「剣聖」と呼ばれていた全盛期の頃は、キングやゲイル以上の実力者である（作者談）。
- レイヴ - レイヴの項目を参照。
- TCM（テン・コマンドメンツ） - テン・コマンドメンツの項目を参照。
  - いずれも、2代目であるハルに受け継がれる。

### 蒼天四戦士
若き日のシバと共に戦ったシンフォニア王国の最強戦士たち。大戦でことごとく戦死し、唯一生き残ったアルパインによって動物にその魂を宿らせて各地に散ったレイヴを守っていた。ある特定の場所を出ると、存在が薄れる。各人の名（クレアは姓のみ）は犬の品種に由来。
アルパイン・スパニエル
声 - 家中宏
蒼天四戦士のリーダー格。大戦に従うが、矢傷を受けて重傷を負う。大破壊後も生き残り、デルハリア山脈の洞窟で、各地に散ったレイヴを守るために、戦死した他の【四戦士】の魂を動物に憑依させ、自身は真実のレイヴを守っていた。ハルの最後の試練として、ガラージュにいたシバを呼び寄せた。最終決戦後はハルとエリーの結婚式にも出席している。シバとは終始親友で、四戦士きっての美男子だったとされるが、初対面時の互いの第一印象は最悪に近かった。
- 十文字槍

ディアハウンド
声 - 中嶋聡彦
生年：9988年、28歳没、身長：200cm（生前：206cm）、体重：215kg（生前：94kg）、血液型：A型。特技は斧技、川魚をとる事。平和好きで、戦争が嫌い。
趣味は恋愛小説を読む事。大戦では倒した敵の死体の山の上で座ったまま息絶える。トレモロマウンテンの熊に魂を宿らせて、知識のレイヴを守っていた。愛称ディア。シバの50年に渡る旅を肯定し、ハルに大戦の戦没者の墓を見せるが、ハルの優しさあふれる言動に、彼をレイヴマスターと認め、知識のレイヴを託し、昇天した。四戦士一の大男で、大雑把な性格だが、緊急時には即座に政治的な判断も下せるなど、頭の回転は悪くない。熊っぽい（シバ談）。
- レガ・ホーリー - 戦斧。

クレア・マルチーズ
声 - 中島麻実
生年：9993年、23歳没、身長：168cm、体重：47kg、血液型：B型、出身地：アクアパレス。
四戦士中では紅一点。大戦でシバをかばって戦死。その魂を鳥に宿らせてラーバリアで闘争のレイヴを守っていた。アクアパレスの住民であるレミを身代わりに立てていた。ジンの塔での決戦時に、エリーにレイヴを預けると昇天した。シバを異性として意識していた一方で、嫉妬もしていた。
- ラズ・ホーリー - 二刀短剣。

ダルメシアン
声 - 岡野浩介
シンフォニア王国の軍師。大戦では戦いの中、敵兵に剣で貫かれて戦死。トド（セイウチ?）に姿を変えて、サザンベルクの深海で、未来のレイヴを守っていた。ドリューに敗れたハルを救い、ルビーに魔法を教えた。ドリュー戦後、ハルに「神の剣」を見せ、レイヴの存在に疑問を投げかけるが、ハルの熱い意志を確認し、昇天した。いつもパイプを銜えている。いくつかの魔法剣を所持していた模様。
- ベル・ホーリー - 魔法剣。普段は鑑定用の鐘。詳細はルビーの項目を参照。

### シンフォニア王国のその他の人物
ハッシュ・アンセクト
王国騎士団8番隊隊長。鞘に収まった刀を模した、独特な髪型をしている。
配属されてきたシバを厳しく諭し、あるいは見守り、常に目にかけていた。負傷で戦線に立てなくなった後はリーシャが封印した時空の杖を守る。後の解放軍リーダーであるユーマの父。
ロッペン
王国騎士団隊員。
アルパインの部隊に配属された兵士。レアグローブのリーシャ暗殺犯を捕えるのに活躍した。大戦で戦死したが、蒼天四戦士の墓守として、デルハリア山脈で豹に姿を変えて、アルパインと暮らしていた。最終決戦後、昇天したらしい。新規配属当時はお調子者だったらしく、アルパインの性格を勘違いして、派手な豹柄の鎧を着ていた。
マガジン掲載時には名前と「墓守＝豹柄の鎧の兵士」であることがわかる部分はカットされており、単行本収録時に再追加された。
ガレイン・ムジカ
声 - 長島雄一
生年月日：9998年10月4日、年齢：71歳、身長：171cm （若い頃：178cm）、体重：62kg（若い頃：65kg）、血液型：B型、出身地：パンクストリート。趣味は酒飲み。特技は剣打ち。酒飲み仲間が好きで、ランスが嫌い。
伝説の鍛冶屋。50年前のシンフォニアでもすでに「ソング大陸一の鍛冶屋」として名を馳せていた。初めはシバの目（志）を気に入らずに剣を打つことを断るも、その後は改心したシバを見て剣を打つことを決意。そしてテン・コマンドメンツを打つ（本人はレイヴを使えないのでかなり無責任に渡す）。その後も鍛冶屋として素晴らしい功績を挙げていたようで、「伝説の鍛冶屋（ブラック・スミス）」と呼ばれ、その名は武器にゆかりのないミルディアンにも届く。しかし自分の打った剣をDCのランスに乱用され、目の前で家族を惨殺される。自分のせいで家族全員が死亡したと自己嫌悪に陥り、酒に溺れ、DCの犬と化し、鍛冶屋も事実上廃業していた。ハルとの出会いで再び自分を取り戻し、その直後に孫ハムリオの生存を知る。ハルとの別れの後はDCで面識のあったビスを弟子として迎え入れているようだが、その腕はいまひとつの様子。5つのレイヴが揃った後、ハムリオにテン・コマンドメンツについて記した帳面を渡す。口癖は「はむ…（用法としては「ふむ」の変形）」。ムジカはイタリア語で「音楽」の意味。
彼の体に刻まれたムジカ家の紋章の位置が、原作では右手の甲、アニメでは左腕である。
ヘビオ
ガレイン・ムジカの弟子。ムジカが若くしてシンフォニアに招かれた時にも同道した。その気味悪い風体は師からも気味悪がられていた。

## デーモンカード（DC）
DBを使う悪の組織。原作ではジンの塔の戦いあたりから「DC（ディーシー）」と略されて呼ばれることが多くなる。後に部下となるブルーガーディアンズと四天魔王は、それぞれブルーガーディアンズと四天魔王を参照。
キング / ゲイル・レアグローブ
声 - 玄田哲章
生年月日：0021年9月9日、45歳没、身長：201cm、体重：92kg、血液型：AB型、出身地：レアグローブ、属性：水→闇。趣味はクラシックを聴く。特技はエンクレイム。好きなものはDB。嫌いなものはゲイル・グローリー。
DCの初代最高司令官。レアグローブ王であったシャクマの子。ハルの父ゲイルと知り合い、同じ名前と生年月日ということで意気投合し、共に悪魔退治を目的としてDCを立ち上げる（元々は「デーモンガード」だったのが、看板を作った際にGをCと書いてしまったため「デーモンカード」となった）。しかし増えすぎた仲間を養うために仕事を選ぶ余裕が無くなっていき、それが原因でゲイルと意見が合わず対立、やがて破局を迎えた。ゲイル脱退後はDBにも手を出し、ますます悪事に手を染めるようになり、その噂を耳にしたゲイルの諫言を受けるもこれを拒絶。ゲイルの通報によって一時帝国の一斉検挙に遭い、この際帝国の無差別な殺戮によって妻子を失う。そのためゲイルに対する憎悪と復讐心を募らせ、彼の目の前でサクラを惨殺し、ゲイル自身にはDB「エンド・オブ・アース」の種を植え付けた。その後はハードコアに逃れDCを再興、悪の一大組織とする。DBにより世界を牛耳ろうとするのは表向きで、前の一斉検挙の原因を作ったゲイルをおびき出し殺害する事が最終目的だった。そうした事情を知ったハルからは「おまえだって悪くない」と告げられ、長きに渡る争いの被害者として認識された。ジンの塔でグローリー親子に敗れて、自分の弱さを認めDC本部を爆破、剣を自分の胸に刺して自殺する。ゲイルの事は憎みつつも親友であるという想いを捨てきれていない事を告白し、同時にサクラを殺してしまったことの謝罪と後悔を述べた。事切れる寸前にはお互いに掛け替えのない親友であることを再確認し合って和解、爽やかな笑顔を浮かべて親友に看取られながら息を引き取った。人間では唯一DB大量精製作業であるエンクレイムが出来るほか、後述の最上級DB5つを使いこなす。
当時のDCハードコア支部に身を寄せた際に出会った後の六祈将軍となるディープスノーの事を赤子の頃から接していたため、父親としての情を持っており、シュダには口止めをしつつ「もう一人の息子だ」と語っていた。
ゲームキューブ版ではある条件を満たすことで裏DBで怪物化した「キングモンスター」という隠しキャラが出現。屈指の攻撃力と性能を誇る。
- DB：漆黒弾（ブラックゼニス） - 暗黒物質の最上級DB。一瞬で物体を消滅させる暗黒物質（ダークマター）を放つ。
- DB：魔界門（ゲート） - 魔界の門の最上級DB。魔界との入り口を開けることができる。キングがこれで王宮守五神を呼び出したが、全滅したため捨てられ、プルーに壊された。
- 裏DB：モンスタープリズン - 怪物化の裏DB。己の体と魂を怪物の中に閉じ込め、自ら怪物となって破壊の限りを尽くす。怪物化すると力が上がり、口からビームを出す。また傷を負っても血は流れず徐々に再生する。体は元には戻らなかったものの戦いの中で瀕死の状態になった際キングは自我を取り戻し血も流れるようになった。
- DB：ワープロード - 瞬間移動のDB。人や物を瞬時に送ったり呼び寄せたりできる。
- DB：エンド・オブ・アース - オーバードライブ（大破壊）を起こす究極のDB。ゲイル・グローリーの体内に埋め込まれて10年かかって完成した。DC本部のみを吹き飛ばす勢いにとどめられた。
- DB：デカログス - 十剣の最上級DB。テン・コマンドメンツと同じ能力を持つ。
  - デスペラードボム - メルフォースで動きを止めた後に、エクスプロージョンから放つ爆発剣舞。無数の爆発を発生させる。

ルシア・レアグローブ
声 - 保志総一朗
生年月日：0050年7月7日、17歳没、身長：170cm、体重：57kg、血液型：B型、出身地：マリールーズ（後にメガユニット）、属性：光→闇。趣味は戦い。特技はDBの扱い。好きなものは力と闇。嫌いなものは優しさと光。
DCの二代目最高司令官。キングの息子。ハルと同じ日に生まれた。幼い頃にDC一斉検挙に遭い、眼前で母を殺され、砂漠の監獄メガユニットの地下66階に閉じ込められ金髪の悪魔と呼ばれていた。眼の下と額の切り傷はその時のものである。
キングの死後、脱獄。父の跡を継ぎ、新生DCの総統となる。性格は残虐非道で、自分と意見が合わない部下を無差別に殺害するなど非道の限りを尽くす。その後ハルの宿敵となり、一度は完敗するものの、幾度となくハル一行に壊滅的なダメージを与え続けた。その姿から金髪の悪魔の異名を持ち、自らDBマスターを称している。その最終目的はエンドレスの力を使って平行世界を滅ぼし、現行世界に帰還すること。絶望感に支えられた目的意識であり、生まれた世界を否定せずにはいられない人生を過ごしており、ハルとの再戦時に「オレは目の前で母を殺され監獄に閉じ込められていた！こんな世界が正しいはずがねえ！」と本音をぶちまけている。全てのシンクレアを揃え、エンドレスと一体化するが、ハルにまたしても敗れ、後事を託して消滅した。ハルはルシアに対しても、場合によっては仲間になれるはずだと考えていたが、ルシアは最後まで和解を拒み、その結果として選んだ消滅であった。
なお、本作で最初にエリーの唇を奪った人物でもあり、終始エリーに対して屈折した愛情を抱いていた。
名前の由来は特になく（作者は邪悪な感じの名前にしたかったと語っている）、ルシファーをもじったわけではないとの事。
シンクレアの力により純粋な悪を持つ人間であり、ハルとは正反対の存在である。
- シンクレア
  - ディストーション - 術者の周りの空間を歪ませ、圧縮し、そこにあるすべての物質を消滅させる。

- DB：デカログス - 十剣のDB。テン・コマンドメンツと同じ能力を持つ。デーモンカードを継いだ際にハジャから手渡された。ルシアにとっては父キングの形見でもあったが、ハルとの戦いで破壊される。
  - デスペラードボム - キングが使うもの同様の爆発剣舞。
  - デーモンシール - ルーン・セイブを応用した技。ハルが使うTCMの特定の剣を一時的に封印、使用不能にする。

- DB：ネオ・デカログス - デカログスを10個のDBで強化した魔剣。その力はテン・コマンドメンツを上回り、ハルは第10の剣レイヴェルトと完全体のレイヴを手に入れることでようやく互角に戦うことが出来た。なお、技のはじめに闇の（テネブラリス）と付く。
- エンドレス - 忘却の王。DBそのものにして全てのDBの母たる存在。かつて時空操作により、平行世界が発生したときに生み出された「歴史が元に戻ろうとする力」。平行世界を滅ぼすべくルシアに力を与える。性質自体は闇でも悪でもなく、回帰を志向する自然な作用でもある。が、邪念を抱く者達としばしば利害が一致する都合上、彼らとの結び付きが強い。エンドレスの項目を参照。

シャクマ・レアグローブ
旧レアグローブ王。
超魔導。キングの父でルシアの祖父であるが、ルシア本人は実の祖父であることを知らず、本人の口からルシアへも明かされることが無く、当のルシアからは最終的に捨て駒扱いされた。
DBを使用して世界征服を目論んだが、真の目的はオーバードライブを起こして平行世界を消滅させる事であった。しかし小国シンフォニアに抗され、オーバードライブはシバの一撃で本来の威力を大きく削がれてしまい、結果オーバードライブで自身の国と領土、敵国シンフォニアを滅ぼすだけにとどまり本懐は成し遂げられなかった。戦後は同じく難を逃れたシンフォニア王マラキアを呪殺し、超魔導として隠遁していた。
世界最強の魔導士であり禁呪などの大魔法を難なく使う。その魔力は時の民が数十人がかりで発動できる空間歪曲による瞬間移動の魔法をたった1人でこなすほど。かつての弟子である六祈将軍ハジャに請われて、新生DCに参入、敗れた六祈将軍ジェガンを粛清する。シンフォニアでハル一行を襲撃。エリーを捕えようとするが、エリーの魔導精霊力に圧倒され、最後はハルによって止めを刺され力尽きて消滅した。
- 古代禁呪・星座崩し（セーマ） - 宇宙より隕石を降らせる古代の禁呪魔法。
- 古代禁呪・天涯海角（ヴァルナー） - 空中の飛空挺を飲み込むほどの大津波を発生させる古代の禁呪魔法。
- 流星雨（メテオリックシャワー） - 禁じられし宇宙魔法。無数の隕石を降らせる。

### 六祈将軍
読みは「オラシオンセイス」。キングに選ばれた、DCの最高幹部。普通6人置かれるが、滅多に揃う事はない。ハジャ以外は、自然を操る六星DBを所持している。次作『FAIRY TAIL』では同じ読みで『六魔将軍』という闇ギルドが登場したが、関係はない。
ハジャ
元六祈将軍のリーダー。ミルディアンの項目を参照。

レイナ
声 - ゆかな
生年月日：0043年2月14日、23歳没、身長：170cm、体重：51kg、血液型：A型、出身地：エルナディア、属性：海。趣味は風呂で音楽を聴く事。特技は町中でナンパする事とスカウトされる事。好きなものはエメラルドとワイン。嫌いなものはだらしない男、しつこい男、汚い男、無口な男（ジェガン）、勘違い男（ユリウス）。
元六祈将軍の紅一点で、キングの側近。実年齢10歳のディープスノーを除き六祈将軍では最年少。銀術師グレンの娘で、自身も銀術師。エメラルド色の髪を持つ妖艶な美女で、露出度の高いドレスを好んで着ている。
父グレンが国王の命令で製作・献上させられた戦略兵器シルバーレイが何者かに盗まれ、グレンはその嫌疑をかけられた事で殺された。そのため、エルナディア国王と真犯人と思しき人物であるリゼを恨んだ。キングの力を借りて国王を殺害し復讐を果たした後、DCに加入する。父の最後の作品となったシルバーレイの捜索と奪還を目的としており、DC崩壊後もシルバーレイを探し続けた。新生DCの元で鬼神総長オウガのシンクレアを奪うための任務に就くが、その最中ムジカと一時休戦および協力関係を結び、シルバーレイの所在を掴む事に成功。戦いの中でムジカと深い信頼関係で結ばれ、真の父の仇である事が判明したオウガを「紲の銀」で倒した。しかし戦いの余波で暴走してしまったシルバーレイを破壊すべくレイナは一人残り、シルバーレイと運命を共にする。そしてシルバーレイと彼女の残した「紲の銀」はムジカの新たな武器として生まれ変わった。ベリアルの言葉によるとデーモンカード内ではムジカに敗れ戦死したことになっている。ドリューとの戦いの後はハル達もムジカとレイナの事情を知っており、最終決戦の前にハルが死亡した者の姿を思い浮かべる際彼女の姿もあった。彼女の死後、直属の部隊だった女戦士隊はDCを離脱し、最終決戦においてハルたちを援護した。PS版ゲームではある条件でハル達の仲間に加わる。
- 六星DB：ホワイトキス - 空気の六星DB。空気中にある物質を集め別の物質に作り替える能力を持つ。攻撃には不向きに見えるが、銀術と組み合わせることで威力を発揮する。
  - 白銀の帝（はくぎんのみかど） - DBのホワイトキスを使い、騎士のような銀の戦士を作り出し攻撃させる。
  - 紲の銀（きずなのぎん） - ムジカの項を参照。
  - オストリッチ - GBA版ゲームオリジナルで銀の勇者を召喚する。原作では父グレンの人形劇の主人公として登場している。
  - ペレグリン - GBA版ゲームオリジナルで銀の悪魔を召喚する。原作では父グレンの人形劇の悪役として登場している。

ジェガン
声 - 神奈延年
生年月日：0041年3月13日、26歳没、身長：179cm、体重：72kg、出身地：ブレイア村、属性：風。趣味は龍集め。特技は催眠術。好きなものはジュリア、龍。嫌いなものはレット。
元六祈将軍。別名「龍使いジェガン」。レットやジュリアと幼馴染で竜人。基本的には寡黙。
ジュリアに惚れていたが、レットの恋人になったジュリアを諦めきれず、レットから奪った上、村を滅ぼした。ジュリアに催眠をかけ、解竜の儀に失敗した後も、常に側に置いた。ジュリア（黒竜）に乗って移動し、その他にも多くの竜を使役している。劇中では格闘で戦う描写はなかったが、過去に村の武術大会で優勝したことがあり格闘の腕も優れている模様である。兄は帝国の将軍ジェイドで、リストドームで再会する。シンフォニアでのレットとの対決ではユグドラシルでレットを大樹に取り込み勝利。その後はルシアからドリューのシンクレアを奪う命令で一撃離脱でドリュー幽撃団のオロチを殺害する。ドリューの敗北後にハルたちを追撃しレットと再戦。レットの神竜一声による決死の攻撃により敗北する。その際レットは和解まではいかなかったもののジェガンの心情を理解して「友」と呼んだ。漂着した町リストドームでジアナと親しくなり改心するが、ジアナ共々ハジャとシャクマによってそこの住民ごと惨殺され、その際ジェガンはジアナを庇っている体制だった。ベリアルの言葉によるとデーモンカード内ではレットに敗れ戦死したことになっている。ジェガンの死にジェイドは涙ながらにDCへの怒りを露にし、彼の死をレットやジュリアは知ることはなかった。
- 竜人技
  - 魔竜夢幻（まりゅうむげん） - レットと同じ技。

- 六星DB：ユグドラシル - 樹の六星DB。全ての力を吸収し触れた相手を樹に変える。さらに様々な植物を自在に出現させ操ることが出来る。名前の由来は北欧神話の大樹ユグドラシル。
  - 王樹の刃（アルベロブレード） - 植物の枝のようなものが刃のようになって無数に襲いかかる。
  - 種子砲（シードバルカン） - 地面から植物の芽のようなのを出し、種子をバルカンのように飛ばし攻撃する。
  - 木の葉斬り（このはぎり） - 木の葉が舞い散るような斬撃を放つ。

ユリウス・レイフィールド
元六祈将軍。解放軍の項目を参照。
ベリアル
声 - 田中総一郎
生年月日：9864年8月20日、202歳没、身長：245cm、体重：113kg、出身地：魔界、属性：土。趣味は殺し。特技は地層学。好きなものは人間の恐怖にゆがんだ顔。嫌いなものはプライドを傷つけられること。
亜人。別名「悪魔候伯ベリアル」。残忍な性格で、人の苦しむ姿を見るのが好き。見た目によらず、202歳という高齢者でもある。魔界出身のため、四天魔王との折衝役をつとめた。シンフォニアでの一度目の対決ではハルを圧倒するがエリーを傷つけられて激怒したハルに逆に圧倒された（アニメでは戦闘シーンが追加されており土の瀧で攻撃したのをメル・フォースで瀧を斬られエクスプロージョンをくらいダメージを受けた）。終盤でレイヴを奪うためにデルハリア山脈にてハル達を襲った。その後5つのレイヴをそろえたハルと戦い一撃で敗れ死亡した。本人はレイナやジェガンより強いと自称しているが、作者曰く六祈将軍最弱らしい。
- 六星DB：ジ・アース - 大地の六星DB。地面を自在に変形させる能力を持つ。土や岩といった小規模なものではなく大地そのものを操るもので、地形まで変えてしまう。ハルとの闘いでそれよりも上の技を使おうとしたが使おうとした瞬間に敗北したためどんな能力かは不明に終わる。

ボイボイ
ベリアルがいつも連れている生物。ベリアルの死後もルビーの帽子に取り付いて情報収集をするがムジカに見つかり貫かれて消滅した。

ディープスノー
声 - 織田優成
生年月日：0056年12月11日、年齢：25歳（本来なら10歳）、身長：178cm、体重：68kg、血液型：A型、出身地：ハード・コア山脈、属性：水。趣味は川を見る事。特技はスパイ。好きなものはキング。嫌いなものはイゴール。
産まれて間もない頃に、ハードコアでイゴール博士によって人間の潜在能力を100%引き出す五六式DBを埋め込まれた。キングに息子同然に育てられたが、悪の道に染まらせる事を懸念してDCを離脱させた。その後は帝国に所属し、北の将軍にまで地位を上り詰めた。
DC壊滅後の闇の覇権争いを鎮めるという建前で、監禁中のルシアを一時解き放ち、その力を利用するよう、他の帝国将軍達に提案。即却下される。これは密かにDC再興を狙う策略であった。ルシアが自力で新生DC総帥になるとDCに帰還し、離脱したシュダの代わりに六祈将軍となる。帝国兵をDCに引き入れ、残党を駆逐した。。五六式DBを埋め込まれた者は肉体が常人と比べて2.5倍の速さで成長（老化）するため肉体年齢は25歳だが実年齢は10歳。自分を生体兵器としかみなさなかったイゴール博士を嫌っていた模様。
名付け親でもあるキングを父と仰ぎ、尊敬していた。元六祈将軍のシュダは自身が六祈将軍であることを証明するために倒すつもりでいた。五六式DBを使いシュダを圧倒するが天空桜による一騎討ちで敗北した。シュダはDC時代にキングから口止めをされつつ彼のこと聞かされており、ディープスノー自身はDCを離脱させられた事でキングが自身の力を恐れていたと思い込んでいたが、敗れた際にそれは間違いであった事をシュダに指摘される。キングから父として深く愛されていた事を知り、涙を流した。五六式DBによる加齢により長寿は望めない体だったが、エンドレス消滅後に五六式DBも力を失い、常人通りの成長に戻ったとされている。
- 六星DB：無の流動（ゼロ・ストリーム） - 流動の六星DB。水・風、さらには血液といった流れがあるもの全てを操る。使用には高い精神力が求められる。
- 五六式DB - 人工的に作られた潜在能力のDB。キルキラ・イゴール博士によって開発された。人間の本来持つ潜在能力を限界まで引き出すことができる。使用者は常人の2.5倍の早さで年を取る。

シュダ
元六祈将軍。別名「爆炎のシュダ」。主要人物の項目を参照。

### 王宮守五神
キングの護衛を務める5人の魔人。ゲートによって魔界から召喚される。その力は一人で魔人千人に匹敵するという。キングがエンクレイムを行う間の足止めとしてハル達と対峙。全員、名前の前に「マ」を付けると別の名前になる。これはジンの塔にいた魔人全てに共通していて、塔の名称のジンも「魔人」から来ている。王宮守五神も六祈将軍も、どちらもキングの部下であるが、実力は六祈将軍の方が数段上（両グループを束ねるキングも、それを認めている）。ジンの塔崩壊後はルチアングル、レット以外は消息不明。
ルチアングル
声 - 有馬克明（現：織田優成）
生年月日：9951年3月3日、115歳没、身長：230cm、体重：196kg、出身地：ノルワーンの町。趣味は観察。特技は製図。好きなものは自分の鎧。嫌いなものはロン・グラッセ。
王宮守五神の隊長。角殺の異名を持つ。幻想空間・魂の宮殿でハル達を分断させた。常に無表情で丁寧な言葉遣いをしており、感情がないと偽っているが（少なくとも恐怖、怒りの）感情は持っている。塔のような兜が突いた異形の鎧を纏う。どんな武器を使っていたかは不明。武器でムジカの肉体を貫くが、それを伝って「破壊の銀」によるカウンター攻撃により追い詰められる。恐怖に駆られて命乞いするが聞き入れてもらえず顔面を砕かれて、フェイク攻撃をされたことに激怒しながら死亡した。名前の由来はマルチアングルのもじり。
- DB：トランスペアラント - 透明化の上級DB。自分を含むあらゆる物質を透明にする事が出来る。
  - イディナローク - 物体を透明化するDBトランスペアラントの応用技。武器もろとも透明になった状態で、四方から攻撃する。ムジカ捨て身の攻撃で破られた。

ラカス
声 - 上別府仁資
生年月日：0041年2月28日 年齢：25歳、身長：185cm、体重：78kg、出身地：ノルワーンの町。趣味は音楽集め。特技はマラカス、ダンス。好きなものは隊長（ルチアングル）。嫌いなものはゴミ。
持ち前の読心術とリズムカウンターを用いたカウンター攻撃を得意とする。常にノッているが話のテンポは悪い。レットと戦い消耗していたハルを襲うが、ルーン・セイブで心を封印したハルに破れる。王宮守五神の中では最後に倒された。負けた上にハルに助言するレットを見て「テメエ裏切りやがって。隊長に言いつけるからな」と言い放ち、他の敗れた王宮守五神を「使えない」と切り捨てるなど冷酷非情。口癖は「ですよね？隊長」。名前の由来はマラカスのもじり。
- DB：リズムカウンター - 反撃のDB。相手の技を受ける事でそのリズムを憶え即座に同じ攻撃で反撃出来る。
  - 三倍返しトリプル・リベンジャー（さんばいがえしトリプル・リベンジャー） - 相手の技をコピーするDB「リズムカウンター」の応用技。ガードした相手の攻撃をコピーし、三倍の威力とスピードで反撃する。ハルのシルファリオンを受け止め、反撃した。
  - 倍返し（ばいがえし） - 相手の技をコピーするDB「リズムカウンター」の応用技。ガードした攻撃をコピーし、威力を倍にして反撃する。ハルのエクスプロージョンを返した。

リオネット
声 - 岡野浩介
生年月日：9968年7月2日、年齢：98歳、身長：242cm、体重：205kg、出身地：ベスタ村。趣味は影絵遊び。特技はあやつり人形。好きなものは人の苦しむ顔、変な生物。嫌いなものは正義。
王宮守五神で最も残虐な男（らしい）。語尾は「〜あーる」。首が長い。シャドードールを使って一行の動きを封じ、レミの首を絞めて苦しむさまを堪能する。しかし応援に駆け付けたソラシドによってプルーにDBを破壊され、そこへエリーのガンズトンファを喰らい倒れる。不思議な生物に興味を引かれるという弱点がある。名前の由来はマリオネットのもじり。
- DB：シャドードール - 影のDB。自らを影にすることで敵の攻撃を避け、自由に形を変え手攻撃する。また、相手の影を操り動きを止めることもできる。反面、攻撃力は皆無。

ロン・グラッセ
声 - 田中総一郎
生年月日：0064年11月9日、年齢：2歳、身長：271cm、体重：270kg、出身地：ブロッサ村。趣味はシール集め。特技は防御力。好きなものは殺し。嫌いなものは我慢。
超怪力とニードルペインで戦う。常に激しい殺人衝動に駆られている。ソラシドのサイコキネシスで強化した十字架剣に破れる。能力的には王宮守五神で1番下で、近々降格予定だったらしい。名前の由来はマロングラッセのもじり。
- DB：ニードルペイン - 針のDB。ロンが槍で地面を突くと、無数の槍が地面から突き出し相手を襲う。
  - 針地獄（はりじごく） - DB「ニードル・ペイン」で地面から無数の巨大な針を出現させる。

レット
主要人物の項目を参照。

### 魔人兵
グネット、ザーシップ、シンガン
声 - 巻島直樹（グネット）
グネットはジンの塔の管理人でキングが不在の間ジンの塔の魔人軍を統率する。磁力のDB・コンパスコードでハルの動きを封じるが、TCMを投げつけられ倒れる。名前の由来はマグネットのもじり。
ザーシップはジンの塔の魔人兵で頭が悪く、始めは味方を攻撃してしまった。地底潜行のDB・サブマリーンソイルを使うが、攻撃の瞬間を突かれ敗北。後で地中からハルを狙うがゲイルにとどめを刺され死亡。名前の由来はマザーシップのもじり。
シンガンはジンの塔の魔人兵でグネットの補佐役。最期はハルに組み付き、自爆した。名前の由来はマシンガンのもじり。機銃歯弾という、自分の歯を飛ばす技を使う。

### デーモンカードのその他の人物
フェーベル
声 - 遠近孝一
DCの部隊員でシュダの部下。元々はDCの下っ端に属していたが、シュダの部隊に配属された。ガラージュに攻め込んだ際にシバを襲うがハルに返り討ちにされる。シュダのDB「フルメタル」を譲り受けた後に、ハルの家（とナカジマの羽）をぶっ壊したが、TCMで武装したハルにあっさり敗れる。その後、シュダに見放され、ガラージュに置き去りにされたことで、改心してカフェ「つぼみ」で雑用として働いている。また、画面の端々で彼女とデートしている姿が確認される。
- DB：鋼鉄（フルメタル） - 鋼鉄のDB。体を金属に変換させる能力を持つ。打撃や爆発などの衝撃が効かなくなる。

ルーガス70、プーシャ
声 - 杉野博臣、石川ひろあき
生年月日：0063年9月1日、年齢：4歳、身長：190cm、体重：110kg、出身地：ハードコア。趣味は体のメンテナンス。特技は分析。好きなものは機械、自分の髪型。嫌いなものは悪口。
生年月日：0041年1月9日、年齢：25歳、身長：147cm、体重：71kg、血液型：B型、出身地：ヒップホップタウン。趣味はエロ本。特技はプラモデル。好きなものはレイナ。嫌いなものは男全員。
DCの部隊長でシュダの部下。ルーガス70はDCが開発したサイボーグ。普段は無表情だが、悪口（特に「ザコ」）を言われると怒り出す。プーシャと連携してムジカと戦い敗北する。負けた後も要塞ラプソディアの自爆装置を操ってムジカを妨害した。読みは、「ルーガスセブンティー」で、「スティーブン・セガール」のアナグラムとなっている。
プーシャは女好きで危ない性格の持ち主。レイナのファン。ルーガス70と連携してムジカと戦い敗北する。
2人ともシュダの敗北後の消息は不明。
- DB：グルー・ティアー - プーシャのDBで接着剤のDB。瞬間接着剤を噴射する。直接攻撃能力は無いが、瞬時に硬化し体に付くと取ることは困難。硬化後は形をある程度操れる。

ジョーコ
声 - 麻生智久
生年月日：0026年3月14日、年齢：40歳、身長：142cm、体重：40kg、血液型：O型、出身地：ヒップホップタウン。趣味は部下いびり。特技は牛乳早飲み。好きなものは金、キラキラする物。嫌いなものはレース場を汚す客。
ヒップホップタウンのドッグレース場の社長。
DCの下っ端だが、その財力からドッグレース場の社長となった。プルーを囮にしてハルをおびき出した。DB・スモークバーを使いハルを圧倒するが、最後はプルーにDBを破壊され敗北する。その後、原作の扉絵ではホームレスになった姿が見られたが、アニメではシュダに処刑された模様（正確にはシュダの部下たちにどこかへ連れ去られた）。
- DB：煙酒場（スモークバー） - 煙のDB。自分の体を煙（一酸化炭素）にして攻撃をかわすことができる。密室での戦いで真価を発揮する。風が弱点。
  - C・O・ヘブン - 相手を覆うことで窒息させる。
  - C・O・ヘブン完全版（パーフェクト） - 密室で使う技で、文字通りCOヘヴンの完成形。逃げ場のない密室に一酸化炭素を充満させる技である。酸素を奪うため、エクスプロージョンも使えなかった。ジョーコは、この技のためにわざわざ鉄のかごを用意していた。

ランス
声 - 一条和矢
生年月日：0028年2月6日、年齢：39歳、身長：218cm、体重：97kg、血液型：A型、出身地：ブルースシティ。趣味は人斬り。特技は獣医（無免許）。好きなものは苺。嫌いなものは頭の悪い奴、ルーズな奴。
DCの第17部隊総隊長。残忍な性格で人を斬るのが趣味。15年前のムジカ家惨殺事件の張本人。勝つためには手段を選ばず、人質・騙し討ちなど何でもする。最後はハルに破れ、帝国軍に捕まり終身刑になった。帝国崩壊後の行方は不明。一度、留置所の彼の姿が扉絵に登場したことがある。
- 獣剣 - ガレイン・ムジカの最後の作品。振り下ろすことで幻を発生させる。ハルによって破壊された。
- DB：リアルモーメント - 現実化のDB。幻を一瞬だけ現実に変えることができる。必殺技は「百獣の牙」。ハルによって砕かれた。
  - 幻獣（げんじゅう） - 振るたびに獣の幻を生み出す「獣剣」を使った技。生み出された獣が、相手に襲い掛かる。幻であるため攻撃力はないが、DB「リアルモーメント」との併用で虚実取り混ぜた攻撃が可能。弱点は、剣を下に大振りしないと幻が出ないこと。
  - 百獣の牙（ひゃくじゅうのきば） - 幻を実体化させるDB「リアルモーメント」の応用技で「獣剣」とあわせて使う。生み出した大量の獣たちが実体を持って、一斉に襲い掛かる。相手の匂いを追跡しているため、視界を封じても効果はない。

ビス
声 - 杉野博臣
ランスの部下。「デブ」と呼ばれるのを極端に嫌う。何度かハルやムジカと戦うが、あまり良い活躍をしなかった。ムジカに敗れた後ランスに斬られて重傷を負った。「ブタ」は彼にとっては褒め言葉らしい。ランス逮捕後にDCをクビにされたようで、その後はガレインの弟子として入門している。
- ネジ式散弾銃 - ビスの頭のネジを飛ばして敵を金具で壁に打ち付ける技。
- クランキーマン - ビスが使う4連のドリル。ムジカにはあまり通用しなかった。

ゴウ・ロックウェル
声 - 松本大
生年月日：0040年9月15日、年齢：27歳、身長：199cm、体重：82kg、血液型：O型、出身地：エクスペリエント、属性：雷。趣味は鏡を見る事。特技は映画監督。好きなものは映画、パンダ。嫌いなものは評論家。
元DCの部隊長。
映画撮影が趣味で、映画監督としての腕は一流。DCに所属しているが、根は悪いほうではない（というより、単なる馬鹿）。映画のために5年間スカ村に雨を降らし続けていた。（自分が寝ぼけて殴り飛ばした）ローザがハルにやられたと思い込み、ハルと戦う。戦っている間も映画のことばかり考えている。その後改心し、スカ村の復興を手伝う。ローザと共にジークハルトの手紙を受け取りハル達を支援した。扉ページなどに登場したポスターからかなり大物の映画監督らしく、後にユリウスらを俳優としてスカウトし、映画製作を行っているようである。
代表作の映画はローザ曰く「ニコニコ映画賞を総ナメにした」、『ポピー君こんにちは』（扉ページでハルが映画館で視聴している様子が描かれているほか、感動作品のようである）。
- DB：アングリーブリッツ（怒の雷） - 雷のDB。衝撃に連動して稲妻を発生させる。ゴウはハンマー「怒槌（いかづち）」に付けている。
  - 剛拳・嵐（ごうけん・あらし） - パンチの連打。鉄の扉をへこませる程度の威力はある。
  - 真・剛拳・大嵐（しん・ごうけん・おおあらし） - ただのパンチ。一発の威力は高いらしい。
  - 必殺・雷感謝祭（ひっさつ・サンダーダンクフェスト） - ダークブリング「アングリーブリッツ」から大量の雷を発生させる。

ローザ・スプラッシュ
声 - 長沢美樹
生年月日：0047年7月10日、年齢：20歳、身長：167cm、体重：48kg、血液型：B型、出身地：エクスペリエント。趣味はプロレス観戦。特技はダンス。好きなものは筋肉。嫌いなものはゴキブリ。
元DCの部隊員でゴウの彼女。女優でもあり、ゴウの映画に主に主演として出演している。天然な所があり、ハルではなく、エリーがRAVEマスターだと思っていた。男を強制的に踊らせる曲を流して、ハルの動きを完全に封じた。エリーと戦うが、自分を助けたエリーの心に打たれ改心した。その後ゴウと正式に結婚しガラージュに夫婦で移住した模様で、RAVE0077では娘のローズが登場している。
- 踊る狼 - 蛇腹剣と銃の合体武器。剣には鎖が突いており手元で操作可能。ガンズトンファーを喰らい制御不能になってしまう。

シュナイダー
声 - 石川英郎
年齢：25歳、身長：176cm。
裏世界では名の通った暗殺者でDCに雇われた。ムジカ曰く金でしか動かない汚い男。変装時は眼鏡を着用しているが本性を現してからはバイザーを着用する。洞窟内で迷っていた医師を装いハル達に近づいたが、尾行していたムジカに阻まれる。医療の心得もありムジカに斬られた傷を自ら縫合し傷口を塞いだ。超スピードでかぎ爪とクナイを武器に戦うようだが、ティアハウンドを傷つけられて怒ったハルのシルファリオンの前に敗れる。その後扉絵でDCの怒りを買いDC兵から逃げている姿が描かれた。
ソプラ、ランジュ
元六祈将軍レイナの部下。その他の人物の項目を参照。
レディ・ジョーカー
新生DCの参謀。ルシアの側近であったが、四天魔王復活の際絶望しているところをルシアに用済みとして殺される。レイナの事は良く思っていなかったらしい。
キルキラ・イゴール
DCの研究員。かつて、DCの支部が置かれていたハードコア山脈で人工DBの研究をしていた。五六式DB・六一式DBを生み出すが、ハジャにより口封じのため封印されていた。魔法が使えるが職業上「魔法」という言葉は嫌っている。ハジャの死後封印から解放され、私怨でハジャの遺体を何度も蹴りつけた上ニーベル達を人体実験のためにさらおうとするが、ジークハルトの一撃をくらい気絶させられ、投獄された。
ブランチ
生年月日：0046年1月2日、21歳没、身長：160cm、体重：42kg、血液型：A型。趣味はダンス。特技はズル賢さ。好きなものは金と名声と女だが、少し怒っただけで女にも手をあげてしまう性格。嫌いなものは自分の過去を知る奴。
DCの部隊長。都会人を気取っているが、ハルと同じガラージュ島出身。ガラージュにいた頃は、他の住人からいじめられており、ハルの姉カトレアと付き合っても、彼女を暴力で泣かせてばかりいた為、ハルに追い払われると、自身の性格に問題があったとはいえ、散々な日々を過ごしていた。その為、ガラージュを飛び出してからは、都会人を気取り、故郷のガラージュをバカにする発言をするようにもなる。
DCにおいては、直属の上官であるユリウスを先輩と呼び尊敬しており、顔を傷つけられて豹変したユリウスを止められる数少ない人物。カトレアを泣かせていたことにはシュダからも怒りを買っており、元々シュダのことは彼がDCだった時から知っていたようで彼を元六祈将軍と思い出した際は改めて恐怖した。ユリウスのデーモンカード離脱後は、当時DC傘下であったブルーガーディアンズに取り入ろうとする。六つの盾のコアラに脅され、舞踊大会で自分とペアを組んでいたナギサを拷問した。それでもナギサが口を割らない事に焦り、半狂乱に陥っていた所をキレたムジカにボコボコにされる。ナギサとエリーを取り逃がした罰として、コアラによってサイボーグに改造される。ハルとの交戦中に本音をぶちまけ、ナギサを拷問したことにも罪悪感を覚えていた。ハルに自分を殺してくれるように頼むも、ハルの説得で改心する。だが、体内に仕掛けられた爆弾が起動してしまい、ハルたちを避難させた後、「もう少し時間があれば、友達になれたかもしれない」と言い残して爆死。ハルはブランチを昔から嫌っていたものの、彼の死に様には心を打たれた。
一度エリーにナンパしたが、その際は「ごめんなさい」ではなく「勘弁してください」と返された。
- DB：エスケープ - 逃げ足のDB。逃げ足が早くなる。作中で存在は明かされないが、逃げ足が異常に早いという表記はある。

## ドリュー幽撃団
夜を支配する男パンプキン・ドリュー率いる闇の組織。拠点は持たず、戦艦クリーチャーで移動しつつ行動する。旧DCと比べると、トップの力は同等でありながら、組織力（構成員全体の力）では劣るため、小勢力という立場を強いられてきた。一度DCが壊滅した後に始まった闇の覇権争いではブルーガーディアンズ、鬼神などに並ぶ巨大な勢力となる。DCの復活にともない鬼神と同盟を結んだ。
パンプキン・ドリュー
声 - 石井康嗣（ゲーム版）
生年月日：0026年12月30日、年齢：40歳、身長：199cm、体重：93kg、血液型：AB型、出身地：魔界ウルブールグ、属性：闇。趣味は金集め。特技は徹夜。好きなものは夜、ハロウィン。嫌いなものは光。
ドリュー幽撃団の総帥。名前の通り、普段は南瓜型の兜を身に着けている。
DCが壊滅したのは、組織を支える資金力がなかったと推測し、闇の覇権争いのための資金調達のためパール・ルビーに近づき、パールを殺害、ルビーの処遇を巡ってハル達と対立する。その正体は魔界の王の一人で、身分を隠し人間界に来た。
かつて互いに差別的な関係にあった亜人と人間とが暮らせる町オルベスクを建設し、その町の町長を務めたが、亜人と人間との共存は当時叶うことはなく、差別的な人間から「光の裁き」と呼ばれる虐待を受け続けた。ドリューが初めて出会った人間は、亜人とも臆さず接する純朴な男児だったが、その彼もまた成長した頃には暴徒の中に加わっており、気付いたドリューは失意のどん底に落とされる。人間の手で暗黒の牢獄へ幽閉された折にシンクレア「ヴァンパイア」の主に選ばれる。以後、人間と光への復讐を全てに生き、自らを闇に染めることで力を増大させていった。
過去にキングや鬼神らとも闘っているが、決着はついていない。
ハルとの一騎討ちでは造作もなく圧勝し、ハルが仲間達と団結して再挑戦した際には、彼ら全員を一人で相手取った。敗戦後は闇の力も失い、静かに暮らしているようである。
作者によれば、「最終決戦時にも生き残っていたため、ジークから50年前の手紙を受け取った人物の一人として出そうかと考えたが、特に助けに来る理由もないために登場しなかった」とされている。文庫版ではさらに詳細が明かされ、ハードナーとの闘いで登場する予定もあったとされている。しかし、ハードナー戦にはすでにベルニカという魔導士がいた事でその案もお蔵入りとなっている。名前の由来はアメリカの女優ドリュー・バリモアから。
- 宵の剣 - 闇の魔法がかかった剣。この剣で切られた傷は簡単には治療できず夜が深くなるにつれ痛みを増す。光の中では効果が弱まるため治療が可能。
- 漆黒丸 - 宵の剣を越える闇の剣らしいが、見せ場もなくハルのグラビティコアで折られる。
- シンクレア：ヴァンパイア - 引力のマザーDB。真の力を極めたドリューは斥力も操る。ヴァンパイヤの項目を参照。
- 闇魔法
  - 邪の雷鳴（エビルブリッツァー） - 黒い雷を発生させる闇魔法。絶対防御不能魔法らしいが、ルーンセイブで斬れる。
  - 黒き最後（シュヴァルツ・エンデ） - 触れた物の命を奪うドリュー最強の闇魔法。その強力さ故に禁呪として扱われるほどだがその割にはハルにあっさり防がれた。
  - 暗黒の錘（ダークネスウェイト） - 魔力により400メガブルー（重さの単位）の重さがかかった玉で攻撃する。遠隔操作可能。
  - 塗りつける悪夢（ナイトメア・スプレッド） - 相手の体を体内から破壊する闇魔法。闇属性には効かない。

フランケン・ビリー
声 - 高塚正也
ドリュー幽撃団団員。
非常に短気な性格で我慢が利かない。ドリューのNo2であるオロチをライバル視しており、自らがドリューの片腕になる願望を持っていた。巨大化のDB・巨人（ジャイアント）で体の一部を大きくして攻撃する。過信や油断もあり、ムジカにあっさり敗北してシルバーレイの在り処を吐かされた。その後の消息は不明。クリーチャーでは左前方・巨人島（トロルエリア）を守備する。名前の由来は『ナイトメア・ビフォア・クリスマス』のフランケン・ウィニーから。
リリス・ニーナ
声 - 立野香菜子
ドリュー幽撃団団員。
単純な性格のフランケンと違って悪知恵が働き、口も良く回る。ドリューへの忠誠心は団員の中でも一際高い。ルビーを騙し、全財産を奪い去った。クリーチャー右方・誘惑の牢（テンプテーションエリア）でセリアと戦い敗北する。その後、ドリューとの決戦中に現れ、過去にドリューを虐げてきた人間たちの業を罵るが、それがドリューの癇に障り切り捨てられてしまう。なお作者曰く実はまだ生きているとのことで一命は取り留めた模様。
- DB：ノアズ・ウインド（方舟の風）-風のDB。自らを風や鎌鼬に変えて攻撃する。

クッキー
ドリュー幽撃団団員。いつもガムをかんでいるらしい。
15年前に処刑された魔界の殺人鬼。ドリューのネクロマンシーで蘇ったゾンビ。クリーチャー左方・墓の道（トゥームエリア）でハル達を迎え撃つが、自らの能力で壁を砕いてしまい、日の光を受けて消滅した。
- DB：オールクラッシュ（粉砕の一撃） - 粉砕のDB。触れたもの全てを粉々に砕く。彼の異名の由来にもなっている。なお、能力で服や地面が壊れないのは作者曰く「気合」らしい。
  - クラッシュキーッコォー（キック） - 触れたものはなんでも一瞬で粉砕することができる蹴り。
  - クラッシュナーッコォ（ナックル） - 触れたものはなんでも一瞬で粉砕することができるナックル。

オロチ
ドリュー幽撃団最強の戦士。名前の通り大蛇のような物を首にぶら下げている。左頬に酒、右頬に神とかかれた刺青をしている。クリーチャー内で、なぜか敵から襲撃を受けやすい右前方・毒の街（ポイズンエリア）を守護する。レットと互角の体技を持つ戦闘力を見せるが、撤退。直後ジェガンに瞬殺される。
- DB：デスポイズン - 毒霧のDB。吸い込むと一瞬で死に至る猛毒の霧を出す。有色のため安全な場所が分かってしまう。

マミー
ドリュー幽撃団の団員。右目に眼帯をしたミイラのような男。
115年もの間、狼を研究し人造の亜人・ウルフを作っていた。ムジカもウルフVer.320として改造する。ウルフVer.320の自滅に怒り、裏DBで自ら戦うが、エリクシル改により元の姿に戻ったムジカに倒され死亡。アリスとは学生時代ライバルで、いつも彼に負けてばかりいたらしい。
- 裏DB：ボーンナイト - 骨化の裏DB。肉体を闇に捧げ破棄する代わりに骨の騎士の力を手に入れることが出来る。骨の騎士は電撃が使えるようになる。ただし、二度と元には戻れない。
  - 四旬節の否み（レント・ゲイン） - 相手の骨がきしむほどの衝撃を与え、体をマヒさせる。衝撃により骨が透けて見える。

人狼（ウルフ）
声 - 葛城政典
ドリュー幽撃団の兵隊。
狼博士マミーが人間をベースにして作り出した亜人。片手は銃になっている。クリーチャー後方・森の丘（ウッドエリア）で集団でハル達に襲いかかった。銀に弱い。
ウルフVer.320
ドリューに捕らえられたムジカをベースにして狼博士マミーが作り出した人狼の最高傑作。ハルの問い掛けに混乱し自らの胸を引き裂くが、アリスの「エリクシル改」によって回復し、元の姿に戻った。

## 鬼神
オウガの率いる鬼族の闇の組織。アルバナ大陸に本拠地を置く。DCの半壊を機に闇の覇権争いでのし上がってゆく。DCの復活に際してドリュー幽撃団と同盟を結ぶ。
オウガ
声 - 松本大（ゲーム版）
生年月日：0030年2月8日、36歳没、身長：225cm、体重：150kg、血液型：A型、出身地：劇場の都ルドラ、属性：土。趣味は女と遊ぶ事。特技はほぼ不死身。好きなものは女。嫌いなものは男。
鬼神総長で世界中の鬼族の王。金術師（ゴールドクレイマー）であり、エルナディアからシルバーレイを盗んだ真犯人。女（を従えるの）が好き。目的はシルバーレイで大陸を消すことと、DCを消して世界中の女を自分のものにすること。ドリューのことも内心では信用しておらず「いつ裏切るか分からない」とドリューも消すつもりだった。金術とラストフィジックスで無敵の防御力を誇るが、ムジカとレイナの「紲の銀」で消滅した。過去にキングとも闘っている模様。名前の由来はオーガ。
- シンクレア：ラストフィジックス - 物理無効化のマザーDB。あらゆる物理攻撃のダメージを無効化する。ラストフィジックスの項目を参照。
- 金術
  - ゴールドラッシュ - 金術を使い、全方位から相手を攻撃する。

ゴブ
鬼神参謀長。見た目は小柄な少年。
魔亜冥土砲の整備などを任されている。常にブツブツと何かをつぶやいている。ソプラとランジュを圧倒するものの、ムジカに一蹴される。その後はランジュのパシリとして使われているらしい。名前の由来はゴブリン。
- DB：スカイハイ - 物体浮遊のDB。人や物を空中で操ることの出来るDB。複数同時も可能。

ヤンマ
鬼神工兵長。
魔亜冥土砲の製造を進める。エリーと戦い、苦手な雷で翻弄するが、エリーストライクで倒された。名前の由来はオニヤンマ。
- DB：ドーブレビスタ - 透視のDB。あらゆる物体を通過し遠くの物を見たり、透視した映像を写し出すことが出来る。空間だけでなく、相手のステータス、弱点を見ることも出来る。破壊されずに残っていたために後に一度だけレットが使用している。
- 技
  - サンダームーブ - 銃から複数の雷を放つ。

ゴッコ
鬼神砲兵長。
オウガに全幅の信頼を寄せているが最後は魔亜冥土砲で消されかける。ヤンマの千里眼を嫌う。スルー・ザ・ウォールを使いレットと戦うが、逃げる壁を壊され倒された。名前の由来は鬼ごっこ。
- DB：壁抜け（スルー・ザ・ウォール） - 壁抜けのDB。壁・床・天井を自在に行き来することが出来る。また、相手を壁の中に引きずり込むことも出来る。

ガワラ
鬼神遊撃隊長。
巨大な魚に乗り、部下と共にシャオラン周辺を見張っていた。ある意味組織中最も危ない性格。ストーンローゼスでハルを苦しめるが、最期は人魚の力を借りたハルに倒される。名前の由来は鬼瓦。
- DB：石の薔薇（ストーンローゼス） - 石化のDB。触れた箇所を石化させる能力を持つ。石化した部分が砕かれた場合、石化が解けても治らない。

## ブルーガーディアンズ
ハードナー率いる大空賊。元は、現解放軍大頭のユーマ・アンセクトとハードナーによる小規模空賊であったが、ある事故を境に決別。100万以上の兵を持ち、「欲しいものはどんな手を使ってでも手に入れる」というハードナーの教えの下、見境なく略奪と殺戮を繰り返す。拠点は持たず巨大空中要塞アルバトロスで移動しながら活動している。DC壊滅後の闇の覇権争いでは事実上トップとなる。後にDCの傘下となる。同時期に傘下に下った四天魔王や超魔道シャクマが最後までDCに付き従ったのに対し、ブルーガーディアンズはあくまで船長ハードナーの目的達成を優先し、そのせいで裏切り者としてルシアに粛清されてしまう。
ハードナー
生年月日：0025年10月29日、年齢：41歳、身長：218cm、体重：149kg、血液型：O型、出身地：デノンの町。趣味は部下いびり。特技は再生。好きなものは世界にあるもの全て。嫌いなものは一度手に入れたものを奪われる事。
ブルーガーディアンズ船長。巨大な空中要塞アルバトロスを操り容赦ない殺戮を繰り返していた。表面上の目的は、エンドレスを魔界に閉じ込めた上で、魔界ごとベルニカの魔導精霊力で滅ぼす事。真の目的は、魔界に召喚したエンドレスと融合することで並行世界を滅し、妻子を失った日（記憶）を忘れる事。件の日から左腕をマシンガンに改造し、各地を放浪する内にシンクレアの一つ「アナスタシス」の主となり、ブルーガーディアンズを再建した。
当人の戦闘力はそれほど高くないようで、シンクレアによって得た効果のほうが強大すぎ、力を過信しすぎたために、次第にシンクレアの効果を失っていった（ドリューやオウガがシンクレア以外にも独自の戦闘術を秘めていたのに対し、ハードナーが元から扱えるのは通常の剣技のみ）。
ハルとの決戦後、親友であったユーマから娘の生存を明かされ、空賊から足を洗うことを決意。直後にルシアに襲われるも、魔界の緑人によって一命をとりとめた。
妻子との別れを契機に豹変、元親友と対立、従えている幹部数が6人など、意図的にDCのキングと類似の設定となっている。
作者によれば、「ジークから50年前の手紙を受け取った人物の一人として登場させる予定であったが、要塞が巨大すぎたために描けなかった」らしい。
- エグゼキューソナーズソード - 処刑剣。剣先が円く「首を刎ねる」ことのみを目的としている。
- シンクレア：アナスタシス - 再生のマザーDB。自分の体から生物・建造物に至るまで再生する。アナスタシスの項目を参照。
- DB：レジオ・ウェイブ - 通信のDB。子機と親機があり、離れている相手と通信が出来る。ハードナーはこれで常にアルバトロスと連絡が取れるようになっている。
  - 極限の痛み（アルティメット・ペイン） - ハードナーが所有する再生を司るマザーDB「アナスタシス」を使っての技。相手を掴み、その相手が今まで生まれてから身体に印した全ての傷を再生させるというもの。相手を掴んだ状態でないと使用できないらしいが、その効果は絶大である。
  - 大気再生（エア・イースター） - 再生を司るマザーDB「アナスタシス」を使っての技。煙を一瞬にして取り除き、空気を清め晴らせる。ハルが起こした爆煙を一瞬で消し去った。
  - 神話再生（ミス・レストレーション） - 壊れた遺跡などを直す技。ハードナーはこの技を使って輪廻の間（レーベン・リング）を復活させた。

ルナール
生年月日：0046年3月19日、年齢：21歳、身長：160cm、体重：48cm、血液型：A型、出身地：ペリペリオール。趣味は日焼けサロン。特技は飛行船の操舵。好きなものはハードナー。嫌いなものはBGに敵対する者。
ブルーガーディアンズ副船長。ネイティブアメリカン風の女戦士。ハードナーには絶対の忠誠を誓っている。ブルーガーディアンズの構成員の中で最も早期に姿を現した。相当な実力の持ち主で、元六祈将軍ユリウスをして「化け物」と言わしめている。趣味が日焼けサロンと書かれていることから、地肌は元々黒いわけではないらしい。
作者は、本来ユリウスとのバトルを描いた後にシュダが彼女を倒すという構想であったが、話の尺の都合上カットせざるを得なくなってしまったと語っている。これについては文庫版のあとがきでも「消化不良すぎる」と反省していた。
名はフランス語で「狐」の意味。
- DB：閃光（ライトニング） - 閃光のDB。自分を閃光と化して光速の移動・攻撃が可能。

ディマンシュ
ブルーガーディアンズが連れる「怪物」。超巨体と口からの光線で絶大な破壊力を持つが、ブルーガーディアンズには忠実に従い、体内のスピーカーで操作される。ユルルングルに絞め殺された。名はフランス語で日曜日の意味。

### 六つの盾
読みは「シックス・ガード」。空賊ブルー・ガーディアンズの幹部たち。もともとは六祈将軍に対抗して集められた戦士達である。ハードナーの命を受け、ハルらを攻撃する。
ルカン
六つの盾のリーダー。鮫のようなフードを被っている。
ジュリアと戦い、DBで圧倒するもののジュリアの策に嵌まり、酸から元の体に戻れなくなり死亡。服は特注品で酸では溶けず酸をよく通す。名はフランス語で「鮫」の意味。
- DB：酸戒（アシッドルール） - 酸のDB。装着者の体から酸を発し、触れた物をすべて溶かすDB。また、自分の体を酸（液体）に変えることも出来るが戻る際にも力を使わなくてはならない。強い空気抵抗の中で液体化すると体が弾け飛んでしまう。

ジラフ
リーゼントをしたキザな男。レオパールを手なずけているが、使えないとして制裁をした。ツイスターの力でムジカを追いつめるがムジカの前に敗れる。BG壊滅後は改心してレオパールとは本当の仲間となった模様。名はフランス語で「麒麟」の意味。
- DB：ツイスター - ねじれのDB。どんなに硬いものでも触れるだけで捻ることが出来る。地形を歪ませて敵を束縛したり、触れただけで相手を骨折させることが可能。シルバーレイを捻ることはできなかった。

レオパール
六つの盾の紅一点。ハル・ムジカ・レットとも互角にわたり合う。そのスピードはハルのシルファリオン以上(とはいえこの時のハルは腕を損傷していた)。ジュリアを圧倒するがナギサ・エリーに敗北。ジラフによって制裁をくらったが、後に改心してジラフとも仲直りしている模様。名はフランス語で「豹」の意味。
- DB：ドレスアップ - 装着のDB。金属・炎・風、などなんでも身にまとうことが出来る。ただし魔法はまとえないらしい。

リエーヴル
兎の被り物を着けた厳つい中年男性。歪んだ女好きで、女をいたぶることが趣味の凶悪な性格。ジュリアを「ボインちゃん」と呼んで服を剥こうとする。ジュリアに首を折られ倒された。首の治療後偶然ハルに立て続けに再び首を折られる。名はフランス語で「野兎」の意味。
- DB：ハードブレス - 息のDB。強く息を発することが出来るようになり、相手を吹っ飛ばしたりする。また、息を調節すれば、衣類だけを吹き飛ばすことも可能。この息は臭いらしい。
  - ノーズ・ブレス・ボム - 相手を捕らえたまま鼻息ではるか上空に飛び上がり、そのまま地面に叩きつける。ジュリアに食らわしたが、大して効いてなかった。

コアラ
子供の外見をしている。その外見からは想像もつかない非情な面を見せる。ブランチを機械に改造したことで激怒したハルに威嚇され失禁しながら大泣きし謝ったが、その後も全く懲りていなかった。アルバトロスに進入したハルたちを奇襲するが、直後ルシアに全身を斬られ死亡。名はフランス語で「コアラ」の意味。
- DB：マーシナリー - 機械のDB。身近にある金属から機械を製造、改造、修理することも出来たり、その操縦すらも出来るようになる。またコアラ自身も学習能力を活かし、再生した機械は以前の攻撃手段（魔法も含む）が効かない仕様となる。

シアン・ヴィヴェラン
頭に一枚の葉をつけた、太った大男。相手を眠らせた後、一方的に攻撃する残忍な先方を好み、自身も眠りながら本能のみで戦う夢遊拳を使う。相手の気配を感知して戦うため、そこを突かれてレットに敗れる。消息は不明。名はフランス語で「狸」の意味。
- DB：ダックスドルミール - 睡眠のDB。7時間の間相手を眠らせる。自分にも効果があるが、その場合は自由に起きられる。
  - スーパー歯ぎしり （スーパーはぎしり） - 「夢遊拳」を使用中にさらに繰り出す必殺技。その名の通り凄まじい歯軋りをして、周囲の者に嫌悪感を与える。この歯軋りは音が凄まじいため、対峙した者は集中力を奪われてしまう。ただし、音なので味方まで容赦なく巻き込む。
  - 夢遊拳（むゆうけん） - DB「ダックスドルミール」の応用技。生き物を眠らせるDBの効果を自分にかけ、眠りながら攻撃する。この状態のシアンは起きているときよりも技のキレや威力が増し、予想のつかない変則的な攻撃を繰り出すことが出来る。

## 四天魔王
魔界に君臨する、最強の支配者。その実力は魔王のドリューをはるかに凌ぐ。大魔王の器を持つルシアに惚れ込み、DCの傘下に入る。本作のクライマックスにて主人公一行と激突した最終的な敵対勢力。
メギド
四天魔王の一人。別名「獄炎のメギド」。
獅子の顔をした巨漢。ベリアルの説得に応じ、ルシアに拝謁。その技量を認め、DC傘下に入る。四天魔王の中で最初に姿を現し、他の三者よりルシアに近侍した。獄炎と呼ばれる炎を操る。
たった一人でハル達を全滅の危機に陥れた魔王ドリューの事を「未熟」と一蹴し、六祈将軍ベリアルに向かって「二秒」で消せると脅し、エンドレスの動きを止めてルシアを救出した際は、ルシアを上回る実力ではないかとハル達に恐れられ、ルシアの求めに応じて用済みとなった新生DC本部を軽々と壊滅させた。星の記憶にてシュダとの一騎討ちに敗れ、溶岩に落ちて死亡する。
- 技
  - 獄炎（ごくえん） - 大地の底・地獄から呼び出した超高熱の炎を吸収し、口から凄まじい勢いでほとばしらせる。「全てを焼き尽くす」と豪語する技だったが、炎をも切り裂いたシュダの一撃に破られる。

アスラ
四天魔王の一人。別名「漆黒のアスラ」。
体がDBでできた「生きたDB」。体中に全てのDBを纏っており、全てのDBの力を発動することができ、2つのDBを同時に発動することも可能。魔石精製の儀（エンクレイム）も単独で行える。シンクレアの内の一つを所持していたが、ルシアに献上（戦闘で使用することは無かった）。シンクレアが一つに融合された後、魔石兵を率いて人間界のアルムダウンを攻めた。通常は小柄でまともに喋れず、「ホム」と呟くのみだが、戦闘時は大柄で饒舌。
最終決戦時、エリーをDBに閉じ込めて拉致し、ハルに追撃される。戦闘ではDBを駆使し優位に立つが、レイヴェルトの能力で消滅した。ほぼ全てのDBを使用できる。
- 技
  - 魔石精製の儀（エンクレイム） - 闇を呼び出して対象の周囲にまとわりつかせ、そのまま小さなダークブリングとして閉じ込める。ジンの塔で行われる儀式とは手段は似ているが目的が異なる。

ジェロ
四天魔王の一人。別名「絶望のジェロ」。
四天魔王で唯一の女性。エルボト、パンクストリートの町を凍てつかせた。最終決戦時にジュリアらと激突。膨大な魔力と不死身の体で圧倒する。しかし寿命と引き換えに潜在能力を開花させたニーベルと接戦となり、ジークハルトの魔法であるグランシャリオが直撃。耐え抜くもベルニカに動きを封じられ、最期はジュリアの炎によって体内から破壊され消滅した。骨が氷で出来ているために外からの衝撃には無敵だが、内部に対する高温には耐えられなかった。
- 技
  - 絶望の嵐（デスペレートストーム） - 周囲に死者達の負の感情を巻き起こし、相手の体に染み込ませ攻撃する。精神的なダメージもさることながら実際に肉体へのダメージもある。術者は1度技を使用してしまえば、特に何もしなくても負の感情が勝手に攻撃してくれるらしく、すぐ次の攻撃に移行可能なようである。

ウタ
四天魔王の一人。別名「永遠のウタ」。
軍事大国バラニア連邦を一人で滅ぼした。武器は超巨大な大剣だが、本気の際は手放し、素手で挑む。戦いを楽しむ傾向があり、レットの強さに感激のあまり涙を流すほどの超戦闘狂。最終決戦時にレットと対戦。神竜の力を得たレットに圧されたため、自らも戦鬼と化し、圧倒する。しかし竜王の姿となったレットに敗れ、消滅した。作者曰く四天魔王の中では一番の実力。

## 帝国
ジェイド
声 - 室園丈裕
西の将軍。
竜人でジェガンの兄。ディープスノーによる帝国壊滅を生き延び、DCらの目を掻い潜りながらレイヴ使いに会い、志の高さを確かめるために各地を放浪。旅の途中ジェガンと再会し和解するが、直後に目の前でジェガンを殺され、DCに対する怒りを露わにする。最終決戦時には、ハルの心を「天よりも高し」と評しハル一行の戦いを援護した。妻と二人の子持ちだが、妻も竜人かは不明。
ワダ、ブランク
声 - 中嶋聡彦（ブランク）
ワダは東の将軍で太った東洋人風の男。ブランクは南の将軍で黒人風の男。軍人の町カザンに何百人もの部下がいるが、ルシアに全滅させられた。
DC復活後にディープスノーらに本部を襲われ殺される。
ディープスノー
北の将軍。
六祈将軍の項目を参照。
スレイド
声 - 藤本隆行
帝国軍の少尉。
ゲイル・グローリーの元部下。マリールーズ支部に勤めていた。ゲイルの密告でキングを逮捕する事を請合ったが、彼の意に反してキングの家族や部下を殺害した。その後中佐に昇格するも、元DCとしてゲイルも逮捕しようとした所を脱走したキングに殺される。彼の行動によってキングとゲイルの間にあった亀裂が完全なものになってしまった。

### 皇帝護衛部隊
読みは「インペリアルガード」。皇帝を守る役目を担う最強の帝国兵たち。帝国の崩壊後はDCにつき、ディープスノーの配下となる。各人の命名はジェームズ・ボンドを演じた俳優達から由来。
レイゼンビー
解放軍の項目を参照。
ダルトン
鉄のように硬い殻で覆われ羽が生えた昆虫のような姿。強靭な糸を吐いて繭を作り、敵を拘束したり自分の複製を作ったりできる。奇襲でTCMとムジカ達を繭に絡めてから単身かつ丸腰のハルを倒そうとしたが、繭と糸の逆用で動きを封じられ殴り倒される。レイゼンビーを騙していたがヒーローを名乗りテンションの高い彼には助けられた際も呆れていた。レイゼンビーに助けられた後で複製を作って再度襲撃したが、シュダのバレッデーゼフレアで分身ごと爆死した。皇帝護衛部隊の中では実力は一番下。
- 技
  - 繭玉 - 口の中で固めた、鉄と同じ硬度の繭の玉を放つ。
  - コクーンアーミー - 自分と同じ姿をした分身を生み出し、いっせいに攻撃を加える。最高の技と称する自信を持っていたが、シュダの「バレッテーゼフレア」で一網打尽にされてしまった。

ムーア
チャクラムを武器に使うメキシカン系の姿。ディープスノーの指示でハルらを襲撃するも、シュダにチャクラムを見極められ妖刀「炎天下」によって止めを刺され死亡した。
サイレントチャクラム
音の聞こえないチャクラム。
インビジブルチャクラム
目に見えないチャクラム。

ブロスナン
皇帝護衛部隊の一員。
鎧で身を固め、大剣を振り回す巨漢。目から破壊光線を放つこともできる。ディープスノーの指示でハルらを襲撃するも、シュダの妖刀「炎天下」によって止めを刺され体の内部から発火して死亡した。

## 結界聖騎士団
第一部終盤で一時的にハル達と手を組み、王宮守五神と対決。後にジークの手紙を受けとった者達として最終決戦に参加する。3人の名前は音階から来ている（アニメ版の次回予告でエリーから「レミファソラシドで下のドがいない」と揶揄された）。
ソラシド・シャープナー
声 - 野島健児
生年月日：0042年6月15日、年齢：18歳、身長：170cm、体重：58kg、血液型：B型、出身地：アクアパレス、属性：風。趣味は勉強。特技は超能力。好きなものは妹。嫌いなものは魔人とムジカ。
結界聖騎士団長。レミの兄で極度のシスコンで、ムジカがレミにナンパした際ムジカに殺意を向けたほど。魔人からレミを守り続けていた。超能力者でサイコキネシスや遠くの出来事を感じ取る能力が使える。サイコキネシスは左手が万全の状態でなければ使用できない。
実はコミックス1巻の表紙に登場していたがその当時は髪型が異なっていた。
- 聖なる十字架 - 十字型の剣。手裏剣としても使える。
  - 翼のはえた十字架（エアリアル・クロス） - サイコキネシスで武器を飛ばし、十字に敵を攻撃する。プルーを飛ばすエアリアルプルーという技(？)も存在する。

レミ・シャープナー
声 - 有島モユ
生年月日：0051年8月22日、年齢：16歳、身長：157cm、体重：42kg、血液型：O型、出身地：アクアパレス、属性：海。趣味は日焼けサロン。特技は演技。好きなものは予言書。嫌いなものはムカデ。
結界の巫女。ソラシドの妹。よくムジカにナンパされる。「レミ・マルチーズ」という偽名を名乗り、肌を焼き髪を染めてクレア・マルチーズの子孫を装って身代わりをしていた。高飛車な態度だが巫女を演じていた為、素顔は優しい女性。クレアと同じアクアパレス出身。再登場の際には髪の色が変わっていた。
フーア / フー
声 - 天田益男
結界聖騎士団員。ソラシドの補佐役。
侍の風貌をした二刀流の使い手。挨拶斬り、万歳斬りなど、様々な技を持つが、見た目はほとんど同じである。ルチアングルに敗北した。
見た目に似合わず家庭的で料理・裁縫などを得意とする。
- 二刀挨拶斬り（にとうさよならぎり） - 二本の剣で相手に横斬りで斬りかかる。
- 二刀万歳斬り（にとうばんざいぎり） - 二本の剣で相手に縦斬りで斬りかかる。

## 解放軍
DCやBGに抵抗する民間武装勢力。メンバーのほとんどはユーマが拾い育てた戦災孤児である。ユーマと養子達の姓「アンセクト」はフランス語で昆虫の意味。
ユーマ・アンセクト
生年月日：0027年2月18日、年齢：40歳、身長：203cm、体重：168kg、血液型：A型、出身地：解放軍アジト。趣味は筋トレ。特技はビンタ。好きなものは娘、息子。嫌いなものはDC、BG。
解放軍のリーダー。太り気味の大柄な男。その性格は典型的な頑固親父タイプ。メンバーからは「パパ」と呼ばれている。息子たちの失敗ごとや口答えなどに対しては容赦なくビンタを喰らわせる。父から受け継いだ「時空の杖」を守り続けた。名前は繭から。
ガンズアクス
銃と斧が一体化した武器。ガンズトンファーよりも一撃一撃が強力。解放軍の信号弾もこれを使って発信される。

ナギサ・アンセクト
生年月日：0052年9月3日、年齢：15歳。身長：154cm、体重：45kg、血液型：B型、出身地：解放軍アジト。趣味は踊り。特技は身代わり。好きなものは家族。嫌いなものDC。
ユーマの娘。自分のことを認めてもらうために単身DCに近づき、ユリウス暗殺を企てるもハル一行の手によって失敗。その際に自害を試み、一命を取り留めるが、直後にブルーガーディアンズに拉致されてしまう。解放軍のアジトを吐かせるために、ダンスでペアを組んでいたブランチに拷問されてしまうが、ハル一行に助けられ、ジュリアとムジカに心を救われる。
実はリベラルファミリアの墜落事故の際に死亡したハードナーの妻ソフィアの遺児で、墜落現場でユーマに保護され実の娘として育てられた。ユーマの意向もあって、実父が彼ではなくハードナーである旨は知らされずにいる。当初は「ミカ」という偽名を使用していたが、ムジカには偽名であることを見抜かれた上で「ミヨちゃん」と呼ばれた。
名前は蛹から。初期設定では忍者。

ミツ・アンセクト
年齢：15〜16歳、身長：176cm、体重：64kg、血液型：O型。趣味は剣の稽古。特技は料理。好きなものはナギサ、パパ。嫌いなものは蜂。
解放軍のナンバー2。銃弾を受け止める事が出来る。名前はミツバチから。
- サーベル

ナナホシ・アンセクト
年齢：15〜16歳、身長：175cm、体重：67kg、血液型：B型。趣味はのぞき。特技は洗濯。好きなものはパパ、家族。嫌いなものはパパのビンタ。
解放軍のナンバー3。銃弾を受け止めることが出来る。名前はナナホシテントウから。
- ショットガン

チャドク・アンセクト
年齢：14〜15歳、身長：168cm、体重：58kg、血液型：O型。趣味は好きなものをビンの中に貯めること。特技はいつでも寝れる。好きなものはプルー、ビン。嫌いなものは猫。
ユーマ、ミツ、ナナホシがハードナーとの対決に向かう際に船を任された。
「プルーの犬日記」に登場する“毛虫”ロージーを元にしたキャラクター。名前はチャドクガから。
- 棍棒

ユリウス・レイフィールド
声 - 笹沼晃
生年月日：0043年9月17日、年齢：23歳、身長：176cm、体重：60kg、血液型：A型、属性：水。趣味は鏡を見る事。特技は絵画を描くこと。好きなものは美しいもの。嫌いなものは醜いもの。
元デーモンカード六祈将軍。レイナとは同い年で六祈将軍では最年少。美形の将軍で壮絶なナルシスト。ジークを勝手に「美のライバル」としている。優秀な魔導士らしいが、戦闘ではあまり目立った活躍はない。顔を攻撃されるとたとえ相手が女性であってもキレて凶暴な性格に変貌してしまう。休暇中に一般の舞踊大会に参加していたりと、さほど非道な性格ではなかった。
後にエリーの舞踊に感銘を受けてDCを離脱し、ハル一行に一時的に加勢。その後は解放軍にレイゼンビーと共に加わるがユーマは彼を息子と呼べるかどうか迷っている。戦後はハルの結婚式にも参加した。シュダ曰く「六祈将軍一のバカ」。また、レイナには嫌われていたようである。エンドレス消滅後、DBは全て消滅したことになっているが彼がDBを失う描写はない。
- 六星DB：アマ・デトワール（星屑の氷） - 氷の六星DB。氷の魔法剣を創造したり、人を微量の氷で行動停止させたり出来る。名前の由来はフランス語で星くず。
  - フリーズ - 六星DBの一つ“アマ・デトワール”の力により一定の時間の間、敵の動きを止める。あくまでも敵の動きを止める技なのでダメージは無い。また非生物の動きを止めることは出来ない。

レイゼンビー
声 - 下山吉光（OVA版）
生年月日：0034年1月6日、年齢：33歳、身長：216cm、体重：147kg、血液型：B型、出身地：メリカーナ王国。趣味はチビッ子を見守る事。特技は弱きを助け強きを磨くこと。好きなものは正義。嫌いなものは悪。
自称「白炎ヒーローレイゼンビー」。直情的かつ単純な性格で、DCにレイヴマスターを「悪」だと吹き込まれていた。腕が4本（ただし2本はカラクリ）ある。ハルとムジカを圧倒するかなりの怪力。シュダに敗北する。DCに騙されていたことを知った後は、BG戦でハル一行に同行、その後はユリウスと共に解放軍に参加するがユリウス同様ユーマは彼を息子と呼べるかどうか迷っている（そもそもユーマとの年齢差は7歳しか違わない）。
ダンスがそれなりに上手く当初はダンス大会にエリーと一緒に出る予定だった。ブランチに下剤を飲まされて以降苦渋の日々を辿る。ハルには助けられた恩義からか敬意を込めて「マスター」と呼び、勝手にライバル視している。
- ボンドファイア - 振り払っても体にまとわり付いて剥がれない炎。そのために一度この炎に襲われると通常の方法で逃れることは難しい。しかし、炎に対する耐性を持ったシュダや竜人には全く通用していなかった。技名はDBではない。使用時にウルトラホワイトスーパーファイヤキャノン○○（使用するたびに違う）と叫ぶ。
  - ウルトラホワイトスーパーファイアキャノンMKII
  - ダイナマイトチャンピオンパンチ
  - スプラッシュマシンガンハンドレットパンチ

## ソング大陸
ソング大陸に住む人や街の名前のほとんどは、音楽用語から由来している。

### ガラージュ島
ガラージュ島に住んでいる、若しくは住んでいた人々。ガラージュ島の人々の名前は、植物にちなんでいる。また、ガラージュ島出身者は全員黒髪である（ゲイル・ハルは銀髪）シバによればガラージュ島出身者には独特の訛があるらしい。
カトレア・グローリー
声 - 雪乃五月
生年月日：0046年8月5日、年齢：21歳、身長：166cm、体重：46kg、血液型：A型、出身地：ガラージュ島、属性：海。趣味は料理、洗濯。特技はカラオケ。家族が好きで、元彼（ブランチ）が嫌い。
ハルの姉。幼い頃に父が旅立ち、数年後には母が他界したため、ハルの面倒を見ながら二人で暮らしていた。かつてブランチと付き合っていたが、散々泣かされていた。ハルが旅立った後は、ナカジマとシバの三人(?)で暮らしていた。その後、シュダと懇意になる（作中の描写から肉体関係も持っている）。気丈な性格で、ハルの道徳心はほとんど彼女の教育である。プルーを一目見て犬と見破った。
ゲイル・グローリー / ゲイル・シンフォニア・グローリー六世
声 - 森川智之
生年月日：0021年9月9日、45歳没、身長：184cm、体重：74kg、血液型：A型、出身地：マリールーズ、属性：水→光。趣味は星を見る事。特技は孤独に耐える事。家族が好きで、DCが嫌い。
カトレアとハルの父親にして、シンフォニア国王マラキアの息子。大破壊から逃れた父の手で、エバーマリーの養子となり、星跡の洞窟で暮らしていた。青年になると帝国に入り、中佐まで昇格する。その後、帝国を去り、親友のキングと共にDCを設立するが、意見の対立により脱退。ガラージュに漂流し、サクラと出会って結婚する。数年後、DCがDBを利用して蛮行を働いている事を聞きつけ、DBを破壊するためにレイヴを探す旅に出る。結局キングの元を訪れるも拒まれ、帝国の力を使ってキングを止めようとするが、帝国が殺戮を行ったためにキングの恨みを買い、目の前でサクラを殺され、体内に大破壊のDBのタネを埋め込まれる。その後、サクラの遺体をガラージュに送り、自身は大破壊の影響が最も少なくて済む砂漠に留まった。
DCのキングと同名のせいで、ハルからキングと疑われていた。ハルの噂を聞きつけるとジンの塔へ行き、誤解を解いて一致団結してキングを倒す。その脱出途中、ハルを落石から身を楯にしてかばい命を落とす。
世界でも指折りの強さを誇っていた。若い頃はまさにハルそっくりである。名前の由来は「一陣の風」。PS版ゲームではキングと共に生存しており、体を凍らされていたがハルに助けられ仲間に加わった。
色即是空
ゲイルの愛剣。空のエネルギーを収束し放つ必殺技・「空束斬」が使える。

サクラ・グローリー
声 - 菊地祥子
カトレアとハルの母親。ガラージュに流れ着いたゲイルと結婚。ゲイルが旅に出て、5年間音沙汰がなかった為、単身マリールーズに赴きゲイルと再会するが、キングによって斬殺された。遺体はゲイルによって、ガラージュに届けられた。
ナカジマ
声 - 岡野浩介
血液型：N-あひる型、出身地：アカペラ島、属性：土。趣味は勉強。特技は虫取り。チューリップが好きで、雨や雪が嫌い。
アカペラ島の出身で、後サンバシティで薬品会社に務めた。人面ヒマワリのような顔と両腕がグローリー家の外壁にくっついている姿。ハルとエリーが結婚した後はレビンの家にも現れた。周りについているのは花びらではなく、本人曰く羽で、一つ一つに番号がつけられている。好物はセミとラーメン。友人はビリーやメカジマ、チキチータ吉本など。アカペラ島には島の門番的役割をしている、父パパジマと母ママジマがいる。パパジマの職業はカブト虫。
『FAIRY TAIL』には彼をプリントしたTシャツが出回っていたほか、『FAIRY TAIL×RAVE』ではルビーのカジノにいる。
ゲンマ
声 - 稲田徹
生年月日：0016年6月13日、年齢：51歳、身長：175cm、体重：60kg、血液型：A型、出身地：ガラージュ島。趣味はうまいコーヒーを入れる事。特技は24時間無休で笑い続ける。ギャグ漫画が好きで、不安が嫌い。
カフェ「つぼみ」の2代目オーナー。
ボトーンが傭兵になろうとしていた時に生まれた。島に流れ着いたゲイルとは親友。どんな些細な事でも「でひゃひゃひゃ」と笑う。なお、笑い上戸になった原因は赤ん坊の頃にシバの顔を見てかららしい。名前はラテン語で蕾を意味する。
ボトーン
生年月日：9992年8月22日、身長：177cm、体重：72kg、血液型：A型、出身地：ガラージュ島。
カフェ「つぼみ」の初代オーナー。
ゲンマの父シンフォニア兵に志願しようとするが、ユリの妊娠を聞き、断念した。シバの親友だった。故人。
ユリ
ボトーンの妻で、傭兵に志願しようとした時にゲンマを妊娠した。故人。

### パンクストリート
リゼ
声 - 山野井仁
銀術師。
ムジカの師匠であり、育ての親でもある。銀術で作られた船シルバーレイを兵器として利用されることを恐れ、破壊しようとするも、志半ばで他界。その遺志は弟子のムジカに受け継がれている。
ヘビ・シルベット
声 - 岡野浩介
生年月日：0051年12月13日、年齢：15歳、身長：170cm、体重：57kg、血液型：A型、出身地：パンクストリート。特技は情報集め。パンク・ロックとムジカが好きで、ハルとエリーが嫌い（ムジカと仲良くしているため嫉妬）。
盗賊団「銀の律動」の副頭。趣味は古着屋巡り。
実はムジカに銀術を仕込まれた銀術師で、生物学に長ける。ムジカに自分がいない間銀の律動を任されているも、資金管理などの能力には欠けるようで、合流した際には資金不足に陥っていた。最終決戦時にはジークの手紙を受け取り、再びハルたちを援護した。
- 銀術

### スカ村
ラザーニャ
声 - 手塚ちはる
生年月日：0040年12月5日、年齢：26歳、身長：172cm、体重：50kg、血液型：A型。趣味は読書。特技はバレーボール。子供&長期滞在の客が好きで、ホテルの部屋を汚す客が嫌い。
「ホテル スカ」の女将。夫は出稼ぎに行っているために女手一つでチーノを育てている。おまけ漫画「RAVE0077」ではガラージュ島に住んでいた。
チーノ
声 - 立野香菜子
生年月日：0061年7月14日、年齢：6歳、身長：86cm、体重：30kg、血液型：AB型。趣味はテレビを見る事。特技はかけっこ。ウーロン茶が好きで、雨が嫌い。
ラザーニャの息子。ハルが現れるまで青空を見たことが無く、雨を降らせる悪魔としてカエルをいじめていた。その後、ハルの活躍によって笑顔を取り戻す。エリーのことを「良い体した姉ちゃん」と呼ぶ。また「RAVE0077」ではレビンの前に頼れる兄貴として登場しているも、なぜかナカジマを気に入り、ナカジマの子のコジマを嬉しそうに受け取っていた。後にコジマも成長して父・ナカジマのようにチーノの家の壁に張り付いているらしい。

### ブルースシティ
メロディア
声 - 立野香菜子
生年月日：0048年8月29日、年齢：19歳、身長：165cm、体重：47kg、血液型：AB型。趣味はテレビを見ること、仕事（花屋）。特技は浮気見抜き。チョコレート好きで、ナンパ嫌い。
ムジカの元彼女。ムジカが作ってあげたリングを「捨てた」とムジカに伝えたが、実は大事に持っていた。ムジカと別れた後の日数を今も数え続けている。
アルフレッド・デ・コーン
ブルースタウンのバー「でこーん」の店長。
額部分が異様に長い。「FAIRY TAIL」では全く同じ外見の人物が居酒屋の店主として登場していた。

### ケツプリ団
自称大強盗団。ケツプリ山脈なる彼らの尻そっくりな山脈に住む3人が結成した悪の組織であるが、ほとんどの作戦は未遂または失敗に終わる。必殺技は3人で肩を組んで同時に強大な屁をするトリプルガスケツエクスタシー。一定の知名度はあるのか、画面の端には「ケツプリくん」なる漫画が置かれていた事がある。なぜか人気があり、ファンブックでは彼らとグリフの宿敵プリン軍団との対決を描いた小説が発表された。プレイステーションゲーム「プルーのだいぼうけん」では第一ステージのボスとして登場し、見事に悪人(?)としてプルーの前に立ちはだかる。
テレビアニメ『GetBackers-奪還屋-』第37話『夏実がんばる』に三人がゲスト出演している（声優は異なる）。GBA版ゲームではタイムアップになると何故か3人があらわれてトリプルガスケツエクスタシーでプレイヤー全員を気絶させてケツプリ団が戦いに勝ったことになったりする。
『FAIRY TAIL』アニメ第126・136話・145話にもゲスト出演。声優は『RAVE』と同一だが、必殺技は「ガスケツトリプルエクスタシー」と単語の順番が変更されている。
ワンダフル・ゴッチ
声 - 一条和矢 / 石川英郎（GetBackers）
生年月日：0033年10月3日、年齢：33歳、身長：168cm、体重：61kg、血液型：B型、クラシックタウン、属性：闇。趣味はラジオ体操。特技はイントロクイズ。悪が好きで、正義が嫌い。
ケツプリ団のリーダー。自称悪人であるが、その行動は全く悪に向いておらず、いつも失敗に終わる。DBの名前を聞いたときには腰が抜けて動けないほどであった。ハルたちとは奇妙な友情関係にある。実は親子代々泥棒を続けているようで、日々脱獄と投獄を繰り返している。子分達からの呼称は「アニキ」。最終決戦時のジークの手紙を受け取った人物の候補として持ち上がるも、彼らが戦闘機を持っていないことや話の緊張感の都合上カットされている。
- ナイフ

カレン・ボーグ
声 - 矢部雅史 / 田中一成（GetBackers）
生年月日：0038年1月23日、年齢：29歳、身長：166cm、体重：52kg、血液型：A型、出身地：テクノティカ、属性：闇。趣味はバードウォッチング。特技は爆発物処置。鳥が好きで、おやしらずが嫌い。
ケツプリ団の子分A。痩せた（ただし尻はアニキやマルコ同様に大きい）出っ歯の男。語尾に「~でござんす」をつける。
- 歯 - 噛み付くらしい。

マルコ・ベルンジュ
声 - 稲田徹 / 川津泰彦（GetBackers）
生年月日：0046年4月9日、年齢：27歳、身長：153cm、体重：93kg、血液型：A型、出身地：モッズの村、属性：闇。趣味は超辛口カレーを食べること。特技は危険物運搬。アマチュア無線が好きで、甘いものが嫌い。
ケツプリ団の子分B。太った小柄な男。語尾に「〜っス」をつける。

## アルバナ大陸

### マリールーズ
エミリア・レアグローブ
キングの妻でルシアの母親。マリールーズにDC本部があった時、一斉検挙にあい、帝国軍に射殺された。「デカログス」第十の剣「ダーク・エミリア」は彼女の名から取ったものである。

## シンフォニア大陸

### デバコ
アリス
薬剤師。
エリクシルの発明者であり、シンフォニア近くのデバコという村の森の中で医者をやっている。ハルたちが最初に訪れた際には体が入れ替わる薬を飲ませて遊んでいた。508歳のその奇異な姿と行動から最初はハルたちから信用されなかったが、実は何百年も一人で薬剤の研究を行っていた大変な努力家でもあり、エリーの骨折を薬で治して見せたり、一目見ただけのムジカをヘビースモーカーと見破っていたりもした。シバやガレイン・ムジカ、アルパインといった王国戦争の面子とは友人らしく、真実のレイヴを賭けたシバの闘いを断腸の思いで見届けた。村では森に住む変態ジジイとして有名なようで、妙な薬を飲まされるといった噂が飛び交っているらしい。アニメには未登場だったが、PSゲーム・プルーのだいぼうけんではステージ3のボスとして登場した。

### アカペラ島
サガ・ペントラゴン
大予言者。
50年以上前から予言者として君臨しており、黙示録の著書としても有名。見た目はナカジマと同じく人面ヒマワリ型であるが、歳を取っているためか枯れている。予言には「ポイ」なるよくわからない力を使い、これがないと予言が出来ない。予言をする際は、ナカジマと同様にゴル状態になり、その際にはグダグダと余計な長話を始める。それでも、彼の予言はハル一行に大きな影響を与え、最終決戦時までその情報は重宝されていた。予言は良いことも悪いことも全て伝える主義であり、エリーに戦後の結末を伝える事にやや葛藤していた。かつてシンフォニア人は彼の予言の下で暮らしていた。また、50年前のシンフォニアでは人の姿をしている。
ソニア
サガの屋敷のメイド。
50年以上前からサガに仕えている。花の知識は豊富。50年前のシンフォニアでは、サガ同様に人の姿をしていた。その時には足に命紋を入れている。サガとソニアはアカペラ島民では数少ない人型が確認できる人物であり、50年前のほか、エンドレスとの最終決戦の勝利を人型となって確認している。
ディーディー
植物のモンスター。
サガのポイを奪った。大ゴマを使ってそれらしく登場するが、実際はプルーの足元にも及ばないほど小さい。プルーによって一瞬にして踏み潰され、あっさり「ポイ」を返却する。
パパジマ
ナカジマの父親。
アカペラ島の門番のように街の入り口付近に張り付いている。ハルたちが訪れた後に転職し、現在の職業は本人曰く「カブト虫」。
ママジマ
ナカジマの母親。
パパジマと同じく街の入り口付近の壁に張り付いている。二人とも息子のナカジマがガラージュのグローリー家にいることは知っていたようで、ハルに「息子によろしく」と言っていた。

## サザンベルク大陸

### ミルデスタ
海底にある人魚の集落。人魚（特に女性）の持つ魔力に目を付けた鬼神に荒らされ、大勢の人魚達が拉致されたが、ハル達によって解放される。
セリア
声 - 柚木涼香（ゲーム版）
生年月日：0051年7月23日、年齢：16歳、身長：216cm（人魚時の全長）、160cm（足をつけた時）、体重：49kg、出身地：ミルデスタ、属性：海。
岩に挟まって動けなくなっているところをハルに助けられ一目惚れした人魚。助けてもらったお礼にミルデスタへ招待するも、鬼神の手によって壊滅状態にあった村を見てハルたちに助けを求める。以後、鬼神とその連合軍であったドリューの闘いまで同行。その闘いが終わった後、別れ際にハルに口づけをするが、ついにその想いを伝えることは無かった。人魚という種族の特性上、水中であれば海魔法が使用でき、一時的に人間と同様に足をつけて地上で行動することも可能である。また、ミルデスタ女王である姉のフレミアがいる。なお、彼女たち人魚も最終決戦に参加することも考えられたが、最終決戦場には水辺や海がないという理由で没になった。
- 海魔法
  - 水砲の弾（ウォーターシーザー） - 大きな水の塊を発射する。水中でしか使えない。威力は低め。
  - 水中魔法陣 - 水中で魔法陣をつくる。
  - 海洋の風景（シーイングオーシャン） - 魔法水の球の中に相手を閉じ込める海魔法。24時間くらいは出られないらしい。
  - 盾となる波（シールドウェイブ） - 浅い波を発生させ、攻撃から身を守る。水中でしか使えない。
  - 青い有頂天（ブルーエクスタシー） - 海属性の大魔法。かなり威力がある。

ユニー / ユニコーン 渡辺（ユニコーン わたなべ）
属性：土。
グリフにそっくりな容姿の生物だが、自分がプルーに似ていると思い込んでいる（グリフも同様）。角が一本あるため、最初は鬼神の料理番をしていたがグリフの説得でハル達に付いた。武器はフライパン。鬼神との戦いの後は、ミルデスタで犬として生きていく事を決意した。
なお、彼やグリフみたいな生物は他にも存在しており、皆がモンスターの名前に日本人の苗字構成である。

## イーマ大陸

### リストドーム
ジアナ
彫刻家。
瀕死のジェガンを介抱したのが縁でいい仲になりかけるが、ハジャ、シャクマによってジェガンの粛清に巻き込まれて殺されてしまう。
グロック
農夫。
石ばっかり見ているジアナを「そのうち石と結婚する羽目になる」とからかう。

### 星跡の洞穴
エバーマリー
生年月日：0002年8月30日、年齢：64歳、身長：123cm、体重：31kg、血液型：O型。趣味は泥棒。特技は料理。好きなものはリンゴ。嫌いなものはエンドレス（家を壊されたから）。
ゲイル・グローリーの育ての親でハルにとって義理の祖父に当たる人物。好物はリンゴ。元々は結婚をしていたが、前妻も再婚後の妻も結婚後まもなく他界し、その後はリンゴ泥棒として世界中を旅していたが、ある日泥棒に入った家で見かけた赤ん坊を愛おしさあまりにさらう。その赤ん坊こそゲイルでありシンフォニア王によって捕まった際に里親を依頼される。ゲイルを里親として引き取った後、かつて星の記憶のあったとされる星跡の洞穴へ移住し、ゲイルと二人で暮らす。ハルも赤ん坊の頃に家族と共に訪れたことがある。星跡の住家はエンドレスによって破壊されてしまい、リベイラでしばらく暮らした後に、帝国のジェイドと行動を共にし、最終決戦後はガラージュでハルたちと一緒に暮らしているようである。

### リベイラ
ユルルングル
大蛇。
50年前にリベイラで暴れていたが、リーシャの舞で鎮められた。エリーを狙ってBGが攻めて来た際、リーシャの再来であるエリーを守ろうと現れ、BGの怪獣ディマンシュを食べてしまう。さらにエリーの頼みで、ナギサを連れ去ったBGの船を追う手助けをした。

## ミルディアン
時を守る町。住民全てが魔術師。
- ジークハルト・シーザーとニーベルについては、主要人物の項目を参照。

ミルツ
ミルディアンの長。ミルディアンの最高権力者であり、その一言が時の民の行動一つ一つを大きく動かしている。時を守ることを優先する非情な性格であったが、ハジャの策略を知り、ジークの意思の強さを認めて改心した。時間に煩く、決められた時間ごとに行動を区切っている。
- 技
  - 八極玉（エイティストボール） - ミルツの最強魔法。全八属性をミックスした玉を作り出す。
  - 狭間の世界（ワームホール） - この空間に入ると、完全にこの世から消滅する。限りなく邪悪な者に対してしか使うことを許されない、空間大魔法。

ハジャ
声 - 上別府仁資
身長は不明だがベリアル（245cm）の首のあたり。特技は魔力が無限にある。
元DC参謀。別名「無限のハジャ」。六祈将軍の筆頭格で他の構成員を遥かに凌駕する実力を持つ。ミルディアン出身で、超魔導シャクマの弟子。胸部に無限に魔力を生成する六一式DBを持ち、その開発に着手したイゴール博士を、口封じのために体内に閉じ込めていた。
DCに最も忠実に働いていたが、その実体は時の民のスパイとも言うべき立場であり、後にDCを裏切る。時の民と共に時を支配する事が本来の目的だったとされたが、その真の目的はこの世で唯一魔導精霊力に近い威力を持つ超魔法「クロノス」の入手であり、時の民すらも単に利用していたに過ぎない事が明らかとなった。立ちはだかったジークハルトと7日間に及び戦い続けるが、ジークの奇策を受け敗死した。なお、亡骸はイゴールの腹いせに何回も蹴りつけられた。
師匠のシャクマとDCを引き合わせたのは彼だが、いずれ抜け出して壊滅させる予定のDCを、なぜわざわざ強化させたのかは不明。名前の由来は「破邪」らしい。
- 六一式DB - 人工的に作られた魔力のDB。キルキラ・イゴール博士によって開発された。無限の魔力を与える力があり、ハジャの魔力を常に最大にする。
  - 星夜（ファイノメイナ） - 敵を宇宙のような空間に包み込みダメージを与える魔法。同じ宇宙魔法でも七聖剣より高度な魔法らしい。
  - 英雄たちの船（アルゴ・ナウティカ） - 巨大な船を出現させ、真下の敵に強力なビームを撃つ宇宙魔法。
  - 最終絶命線（オメガライフ） - 触れた者の命を一瞬にして絶つ暗黒魔法。

フリッカ
ミルディアンの魔導士。当初はミルツの命令でジークハルトの命を狙うが敗北後にミルツと共に改心する。ジークハルトに想いを寄せていた。
ヒルデ
ミルディアンの魔導士。ミルツとフリッカ同様当初は敵として登場したが改心する。

## ガジン版『RAVE』関係者
ウィルリック島に存在する魔人たちの集落「ガジン村」の住民。住民達はいずれも温厚な魔人であり、魔人の命名の法則に従っている。
シマヒロ
人気雑誌「ガジン」の看板作家。
ハルたちの冒険をそのまま漫画化したノンフィクション物語「RAVE」を連載している。しばしば話が現実に追いついてしまうことがあるようで、たまにオリジナルの話やいい加減な設定を作ってしのいでいるようである。本人たちに配慮しているのかいないのか、漫画内の登場人物はルビー以外は相当歪曲した姿で描かれており、当の本人たちを笑いと困惑の渦に巻き込んだ。モデルは作者本人。
ツキノリ・アキ
「ガジン」編集者でシマヒロの担当。
作中のルビーを相当気に入っているようで、言葉遣いを真似ていた。女性好きの面もあり、エリーに近づいた際にはハルにボコボコにされている。モデルは作者の担当編集者。

## その他の人物
ホール
声 - 手塚ちはる
アニメオリジナルキャラクター。特技は穴掘りで、DCが嫌い。通称「逃がし屋ホール」。トンネルの穴からヒップホップタウンへ逃がす仕事をしている女性であり、よく男性と間違えられる。
パール
ルビーの父親。巨大カジノ「エーデルレイク」の初代オーナーであるが、資金援助を持ちかけたドリュー幽撃団の要求を拒んだことからドリューに殺害される。
ジェリー・ボーン
生年月日：0015年11月16日、年齢：51歳、身長：174cm、体重：60kg、血液型：B型、出身地：ソラフィーユ村。趣味は読書。特技は治療。ベルニカが好きで、実験が嫌い。
ベルニカの医師。途中ハードナーがベルニカを利用するために人質にされ、彼女を解放するためにユーマに「ハル達を殺した」と嘘を言って彼に自分を殺させようとしたが、ハードナーに思惑を悟られ阻止される。
ソプラ、ランジュ
生年月日：0047年4月8日、年齢：20歳、身長：170cm、体重：60kg、血液型：A型、出身地：ブルースシティ、属性：火。特技は騒音対策。好きなものはカップラーメン。嫌いなものはピーマン。
生年月日：0052年11月12日、年齢：14歳、身長：145cm、体重：39kg、血液型：O型、出身地：ヒップホップタウン、属性：雷。趣味は小物集め。特技はいたずら。好きなものはレイナ、ソプラ、友達。嫌いなものはお化け。
元DCの女戦士部隊副隊長で、レイナの部下。女戦士部隊を率いて鬼神を攻めた。ヌンチャクを使った格闘戦が得意で、リバーサリーの鬼をほぼ一人で倒した。名前の由来はソプラノ。
- DB：サウンドキャンセラー - 消音のDB。一時的にすべての音を消すことが出来る。これでランジュのユーズドサウンドを回避する。また、相手の声をキャンセルすることで、魔法詠唱の阻止も可能らしい。

ランジュは幼さ、個性的なDB、コンビプレーなど、貴重な要素を併せ持っていたが、出番は少ない。レイナやソプラを心から慕っているようである。名前の由来はランジェリー。
- DB：ユーズドサウンド - 音のDB。数えた時間の分だけ大声が出せる。

レイナの死後はDCを脱退、後にジークハルトの手紙を受け取り、ハル達を援護した。エンドレス消滅後2人共DBを失ったと思われる。は2人共最初はアッパーダウンズというチームの一員という設定だったらしい（没チーム）。
アルシェラ・レアグローブ
レアグローブ家の先祖。かつての現行世界における人類最後の生き残り。
当時、すでに荒れ果て人類も死に絶えていた現行世界において星の記憶に辿り着いた。世界を豊かな時代に戻すことを望んだところ、現行世界がまだ十分に豊かだった時代から時間軸が分岐する形で平行世界が構築され、自分も並行世界に飛ばされた。
その後、平行世界を現行世界のように滅亡させないためにその時代から見た未来の出来事を知っていることを生かして滅亡の回避に全力を尽くしたため、平行世界は本来の時間軸で滅んでいるはずの作中の時代になっても滅亡しなかった。
レビン・グローリー
RAVE0077の主人公。ハルとエリーの間に生まれた息子で、ナカジマに振り回されることが多い苦労人。たまにナカジマの訳の分からない言動に対して鉄拳制裁を加える。
コジマ
RAVE0077第6話で誕生したナカジマの子供。「やめてー」としか喋れない。直に地面に生えていたが、鉢に植え替えられ、第8話でチーノに引き取られる。その後、成長してチーノの家の壁に張り付いているらしい。
ツブ
声 - 杉野博臣（ゲーム版）
画面の端々に現れる妖精。4歳。
作中の活躍は全くなく、時折ナレーション役やツッコミとして登場する。ハル一行に陰ながらずっと同行していたようであり、ハルの結婚式にもさりげなく登場している。実はシマヒロのRAVEは彼の見た戦いを元に描かれているが、口伝なのか、人物の姿は後述の通りほぼ別人と化している。
ツヨシ
声 - 志賀克也
画面の使用されていないコマに現れる三日月の顔をしたバイトアシスタント。ソレイユの後輩。時折コマを無駄遣いしては長く居座る。
ソレイユ
声 - 岡野浩介
画面の使用されていないコマに現れる太陽の顔をしたバイトアシスタント。ツヨシの先輩であり、交代時には「お疲れ様でした〜」などと言われている。
ツヨシとソレイユは本編には全く関与しないキャラクターであり、その活躍頻度や出現率はツブを遥かに下回る。主に昼夜の切り替え時に現れている。
米吉
作中に登場したゲーム「米吉ファイター」の主人公（であり唯一のキャラ）。ゲーム自体が「敵キャラ、自キャラ全て同じキャラ」という斬新かつ画期的なシステムを持ったシリーズであり、ハルはこのゲームが嫌いだが、エリーはこのゲームが得意の模様。流派はぷるぷる神拳で、奥義「女は婆さんだけじゃ脚」はゲーム中でも難易度Eの荒技である。第4弾までは作られており、扉絵でゲームセンターに人が群がっていることや、携帯機に移植されているところからも意外な人気シリーズのようである。
虹色鳥
環境破壊の影響で現在は数少ない貴重な鳥。一度何らかの方法でハルに捕らえられ『こぶ次郎』と命名されるが、ヘビによって逃がれた。その後ルビーの命令でドリュー幽撃団に捕まり、ルビーがそれを確認した後逃がすよう言われたがウルフに捕食された。アニメでは捕食されず逃がされている。
オオトカゲ
声 - 江川央生
スカ村への道でエリーを襲った3つ目で顔はトカゲで体はクモのような構造をしている怪物。エリーを助けに来たハルの一喝で逃げて行った。アニメでは3つ目ではなく額に角を生やしており人間の言葉を喋ることが出来る。人間が好物でエリーを食おうとしたがエリーを助けに来たハルに斬撃で落とした岩の下敷きにされ倒される。

## 『プルーの特攻日記』の人物
RAVE初のスピンオフストーリーとして発表された読みきり作品。RAVE以前のプルーの活躍について記された話であるが、全体的にギャグマンガ的に描かれている。単行本6巻に収録。アニメでは第40話に収録。以下は作品に登場したキャラクター。
プルー
『プルーの特攻日記』の主人公。グリフに飴を貰ったのが縁で暴走生物の特攻隊長となる。プリン軍団の戦艦に特攻を仕掛けて偶然にも破壊に成功。消息を絶つが、1年後にハルに釣られた。
グリフ
暴走生物初代総長。現在より目つきが悪く、言葉遣いも乱暴だった。喫煙もしていたが、何故かタバコから花火が出る。自らを犠牲にしてプリン軍団を倒したプルーを慕うようになり「プルー様」と呼ぶようになる。
リサ
声 - 非公開
猫。暴走生物隊員（ハチマキには「猫」とだけ書かれている）常に涙を流しており、仲間たちのことは「ちゃん」付けで呼ぶ。さりげなくプルーが犬だということが分かった。
後にデザインを一部踏襲し、プルーの犬日記にて「民子」という名前で登場する。
みかん
声 - 非公開
芋虫。暴走生物遊撃隊長。常に首を振っており、作者曰く「タンチモと被った」とのこと。
鉄平
声 - 非公開
暴走生物親衛隊長。球体に顔と細長い手足、毛虫のような何かがついた外見で背中に「18」と書かれている。作者曰く「こいつが何なのかよく分からない」らしい。
プリン軍団
声 - 杉野博臣（リーダー）
プリンの頭に劇画調の顔をした軍団。超ド級戦艦で理由もなく島を潰そうとするとっても悪い奴ら。プルーに戦艦の動きを止められた状態から（実際は岩礁に引っかかっていた）無理をして動かし続けたために戦艦が崩壊・爆発した。
GBAソフト『RAVE〜光と闇の大決戦〜』では、プルーを始末するためにキングが魔界から送り込んだ刺客という設定が付加された。
プレイステーションソフト『プルーのだいぼうけん』では2ステージ目のボスとして登場し、グリフとの因縁に決着を付けている。

## ゲーム版の人物

### 悠久の絆
アンジェラ
声 - 本多知恵子
紫色の髪にポニーテールをしている女性。通称「アン」。漁村の外れに一人で暮らしており、ハル達を救った。恋人のイーサンがいる。
スルト
声 - 近藤孝行
巨大ゴーレムの姿をした古代の生物兵器の巨人。マリスによって蘇った。

### 未完の秘石
マデウス・ゾーン
声 - 石田彰
秘石エチュードの研究に打ち込む小柄な少年。孤独な性格で、ハルの明るさなどに戸惑い気味である。ザバスに奪われたエチュードを取り戻すため、ハルたちに協力を求める。実は事件の黒幕で、エチュードを使って世界に復讐しようと企むがハルに敗北し説得されて改心する。
キリコ
声 - 山崎和佳奈
マデウスを守るようにいつも側にいる助手の女性。冷静な性格で、彼女の判断で仲間を助けている。正体はマデウスの造った人造人間で、マデウス・ザバスと共に世界の破壊を目論むがハルに敗北し説得されて改心する。
ザバス
声 - 石塚運昇
レイヴやエチュードなどを奪った張本人。遺跡を改造してダンジョン「パンデモニウム」にDBや武器を集め世界征服を企んでいる。正体はキリコ同様にマデウスの造った人造人間で、マデウス・キリコと共に世界の破壊を目論むがハルに敗北し説得されて改心する。
アコード
声 - 山口勝平
ザバスの部下。ハルたちの行き先に現れて邪魔しており、戦闘では上級モンスターを連れている。口癖は「～でヤンス」。かなりの寂しがり屋で、それを認めたハルによって仲間となる。

## 家系図
|  |  |  |  |  |  |                                  |                                  |                                  |                                  |                                  |                                  |                    |                    |                    |                    |                    |                    | ???              | ???              | ???                                  | ???                                  | ???                                  | ???                                  |                                      |                                      | マラキア・シンフォニア・グローリー五世 | マラキア・シンフォニア・グローリー五世 | マラキア・シンフォニア・グローリー五世 | マラキア・シンフォニア・グローリー五世 | マラキア・シンフォニア・グローリー五世 | マラキア・シンフォニア・グローリー五世 |
|  |  |  |  |  |  |                                  |                                  |                                  |                                  |                                  |                                  |                    |                    |                    |                    |                    |                    | ???              | ???              | ???                                  | ???                                  | ???                                  | ???                                  |                                      |                                      | マラキア・シンフォニア・グローリー五世 | マラキア・シンフォニア・グローリー五世 | マラキア・シンフォニア・グローリー五世 | マラキア・シンフォニア・グローリー五世 | マラキア・シンフォニア・グローリー五世 | マラキア・シンフォニア・グローリー五世 |
|  |  |  |  |  |  |                                  |                                  |                                  |                                  |                                  |                                  |                    |                    |                    |                    |                    |                    |                  |                  |                                      |                                      |                                      |                                      |                                      |                                      |                                        |                                        |                                        |                                        |                                        |                                        |
|  |  |  |  |  |  |                                  |                                  |                                  |                                  |                                  |                                  | サクラ・グローリー | サクラ・グローリー | サクラ・グローリー | サクラ・グローリー | サクラ・グローリー | サクラ・グローリー |                  |                  | ゲイル・シンフォニア・グローリー六世 | ゲイル・シンフォニア・グローリー六世 | ゲイル・シンフォニア・グローリー六世 | ゲイル・シンフォニア・グローリー六世 | ゲイル・シンフォニア・グローリー六世 | ゲイル・シンフォニア・グローリー六世 |                                        |                                        |                                        |                                        |                                        |                                        |
|  |  |  |  |  |  |                                  |                                  |                                  |                                  |                                  |                                  | サクラ・グローリー | サクラ・グローリー | サクラ・グローリー | サクラ・グローリー | サクラ・グローリー | サクラ・グローリー |                  |                  | ゲイル・シンフォニア・グローリー六世 | ゲイル・シンフォニア・グローリー六世 | ゲイル・シンフォニア・グローリー六世 | ゲイル・シンフォニア・グローリー六世 | ゲイル・シンフォニア・グローリー六世 | ゲイル・シンフォニア・グローリー六世 |                                        |                                        |                                        |                                        |                                        |                                        |
|  |  |  |  |  |  |                                  |                                  |                                  |                                  |                                  |                                  |                    |                    |                    |                    |                    |                    |                  |                  |                                      |                                      |                                      |                                      |                                      |                                      |                                        |                                        |                                        |                                        |                                        |                                        |
|  |  |  |  |  |  |                                  |                                  |                                  |                                  |                                  |                                  |                    |                    |                    |                    |                    |                    |                  |                  |                                      |                                      |                                      |                                      |                                      |                                      |                                        |                                        |                                        |                                        |                                        |                                        |
|  |  |  |  |  |  | リーシャ・バレンタイン（エリー） | リーシャ・バレンタイン（エリー） | リーシャ・バレンタイン（エリー） | リーシャ・バレンタイン（エリー） | リーシャ・バレンタイン（エリー） | リーシャ・バレンタイン（エリー） |                    |                    | ハル・グローリー   | ハル・グローリー   | ハル・グローリー   | ハル・グローリー   | ハル・グローリー | ハル・グローリー |                                      |                                      | カトレア・グローリー                 | カトレア・グローリー                 | カトレア・グローリー                 | カトレア・グローリー                 | カトレア・グローリー                   | カトレア・グローリー                   |                                        |                                        |                                        |                                        |
|  |  |  |  |  |  | リーシャ・バレンタイン（エリー） | リーシャ・バレンタイン（エリー） | リーシャ・バレンタイン（エリー） | リーシャ・バレンタイン（エリー） | リーシャ・バレンタイン（エリー） | リーシャ・バレンタイン（エリー） |                    |                    | ハル・グローリー   | ハル・グローリー   | ハル・グローリー   | ハル・グローリー   | ハル・グローリー | ハル・グローリー |                                      |                                      | カトレア・グローリー                 | カトレア・グローリー                 | カトレア・グローリー                 | カトレア・グローリー                 | カトレア・グローリー                   | カトレア・グローリー                   |                                        |                                        |                                        |                                        |
|  |  |  |  |  |  |                                  |                                  |                                  |                                  |                                  |                                  |                    |                    |                    |                    |                    |                    |                  |                  |                                      |                                      |                                      |                                      |                                      |                                      |                                        |                                        |                                        |                                        |                                        |                                        |
|  |  |  |  |  |  |                                  |                                  |                                  |                                  | レビン・グローリー               |                                  |                    |                    |                    |                    |                    |                    |                  |                  |                                      |                                      |                                      |                                      |                                      |                                      |                                        |                                        |                                        |                                        |                                        |                                        |